# Mahnmal Bittermark

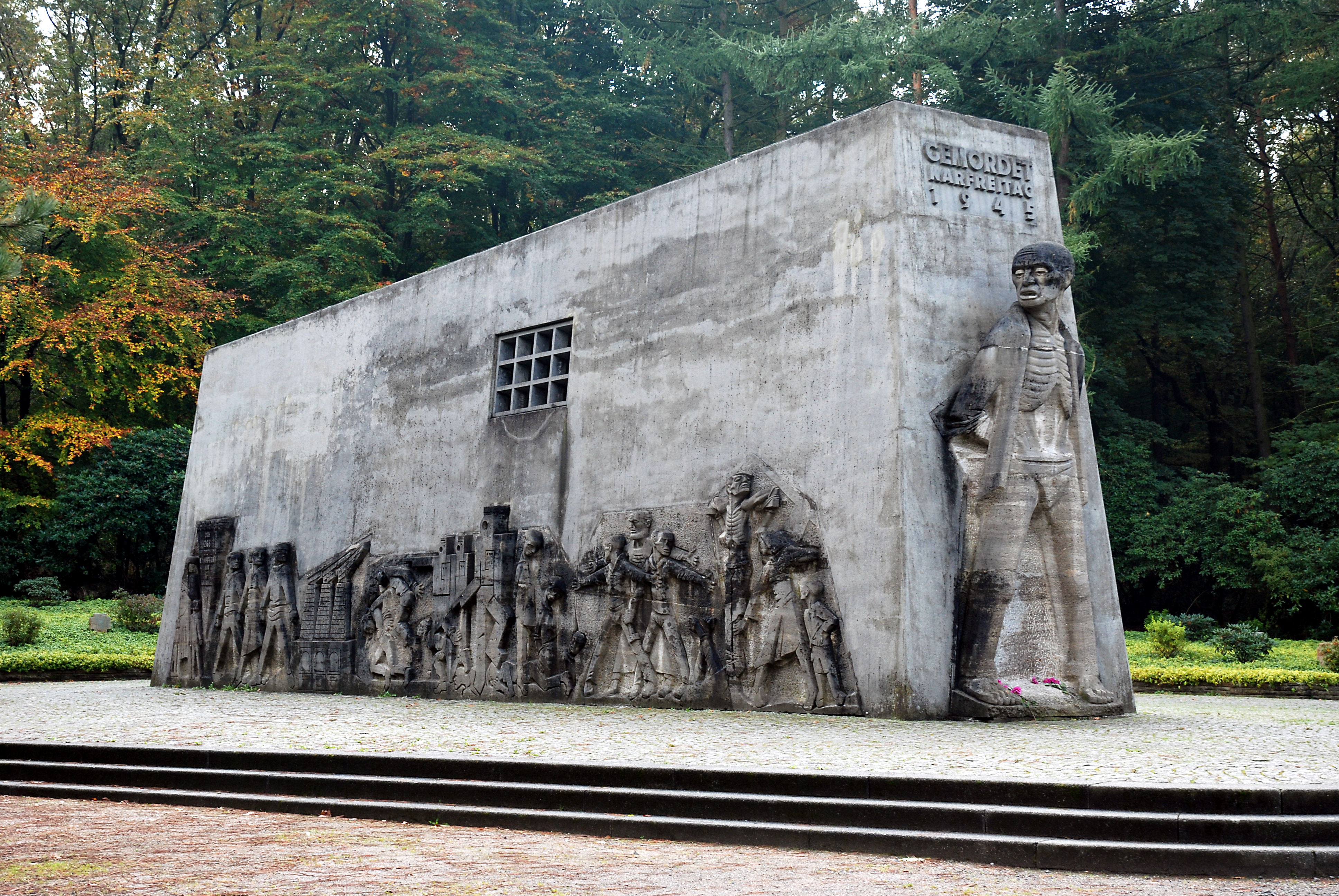
Das Mahnmal Bittermark, September 2006

Das Mahnmal Bittermark ist eine Gedenkstätte im Dortmunder Stadtbezirk Hombruch. Es wurde 1960 von dem Hagener Künstler Karel Niestrath und dem Dortmunder Architekten Will Schwarz im Auftrage der Stadt Dortmund geschaffen. Die Krypta  wurde vom französischen Künstler Léon Zack gestaltet.

## Überblick

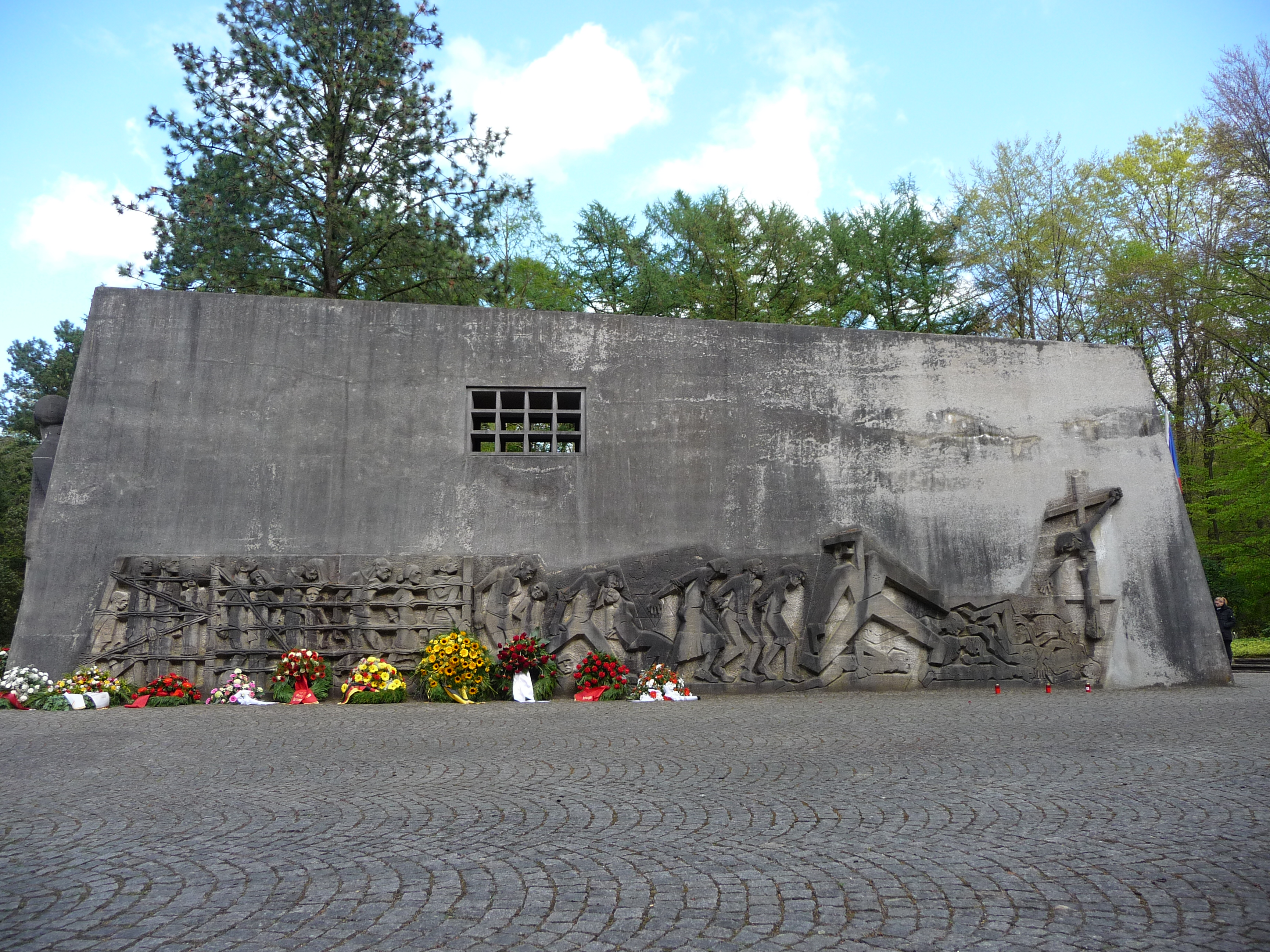
Seitenansicht des Mahnmals

Im Stadtwald Bittermark gelegen, erinnert das Mahnmal an die Morde der Gestapo im Rombergpark und in der Bittermark. In den Ostertagen 1945 wurden vom 7. März bis 12. April auf einer Waldlichtung in der Bittermark, im Rombergpark und auf dem Eisenbahngelände zwischen Hörde und Berghofen etwa 300 Menschen in etwa 20 Mordaktionen getötet. Sie waren seit Ende Februar 1945 aus den Lagern und
Kellern der Gestapo nachts abgeholt worden. Dann wurden sie mit Binde- oder Stacheldraht gefesselt und mit Lastwagen zum Rombergpark oder in die Bittermark gefahren. Die Morde waren systematisch vorbereitet worden. Die Gestapo hatte zuvor Bombentrichter ausgesucht und Erschießungskommandos zusammengestellt. In den  Bombentrichtern im Rombergpark und der Bittermark wurden die Opfer anschließend verscharrt. Am 13. April 1945 wurde Dortmund von den amerikanischen Truppen besetzt. Am 19. April 1945 wurde mit der Exhumierung der Leichen in der Bittermark begonnen. Diese Arbeit mussten NSDAP-Mitglieder auf Anweisung der amerikanischen Offiziere ausführen. Bei den Getöteten handelte es sich um Zwangsarbeiter aus Frankreich, Belgien, den Niederlanden, Jugoslawien, Polen und der Sowjetunion und deutsche Widerstandskämpfer, die aus dem Hörder Gestapokeller und der Steinwache in den Rombergpark und in die Bittermark verschleppt worden waren.

### Nachkriegszeit

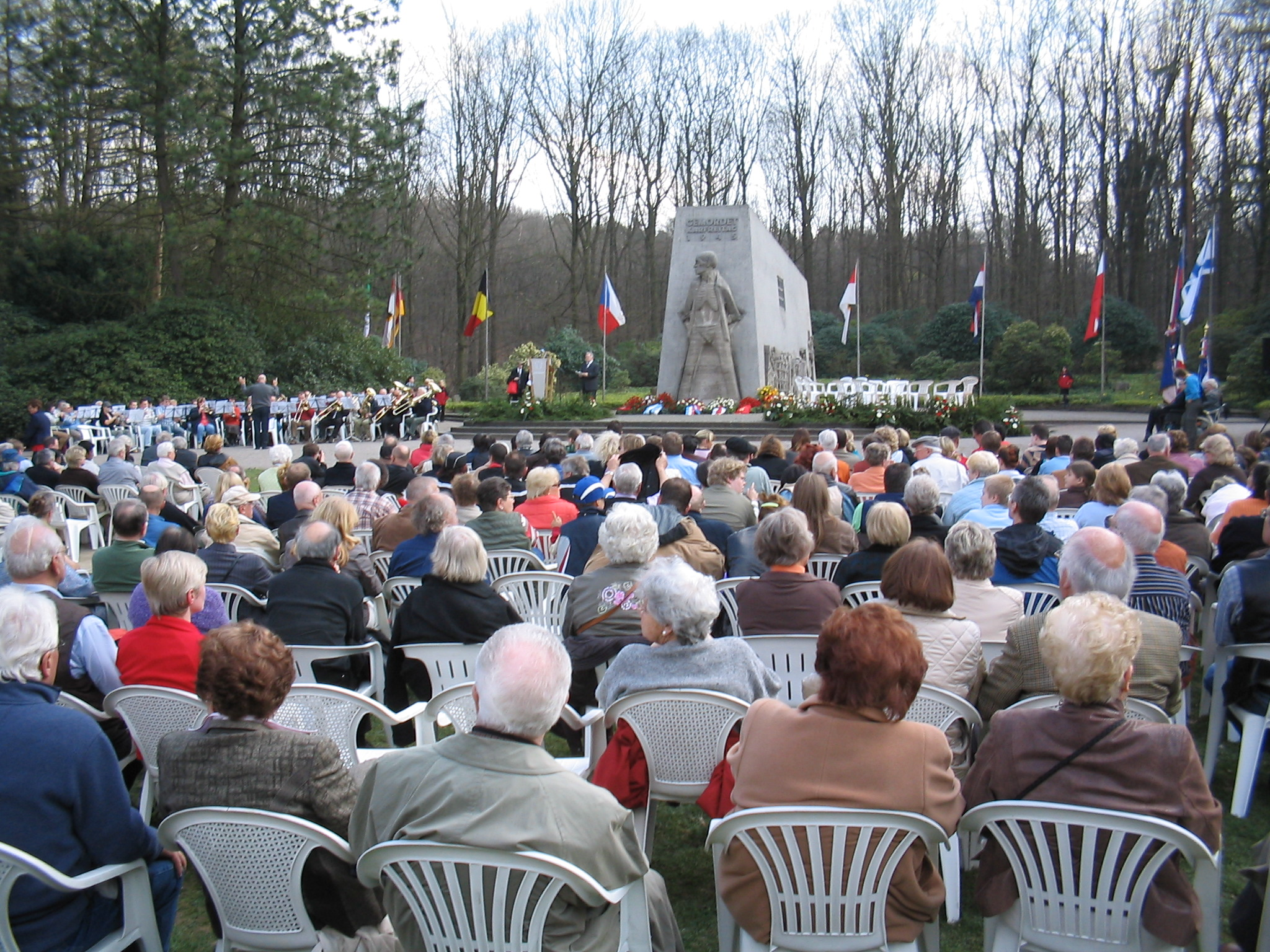
Gedenkfeier am Mahnmal, Karfreitag 2007

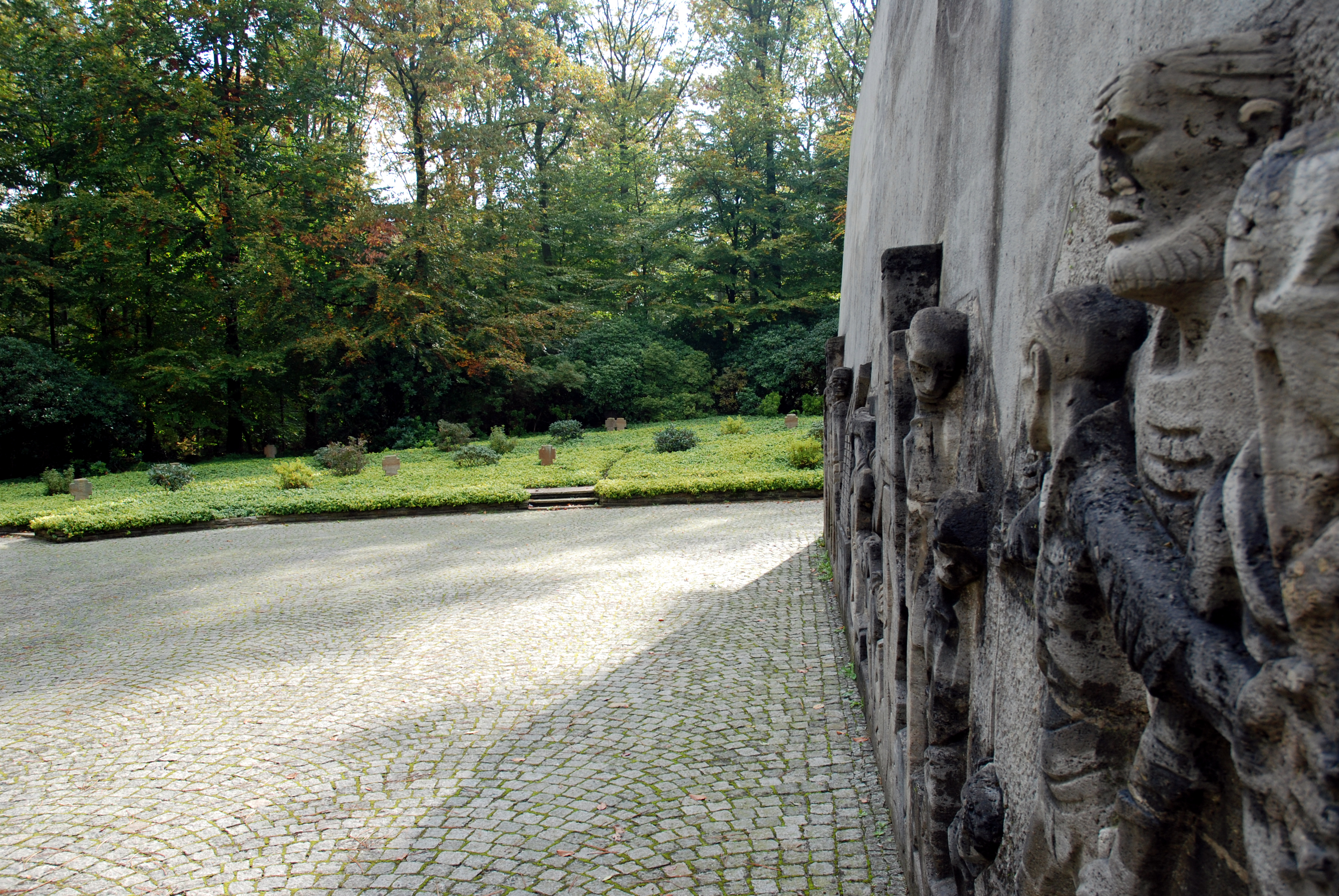
Das halbkreisförmig hinter dem Mahnmal angelegte Gräberfeld

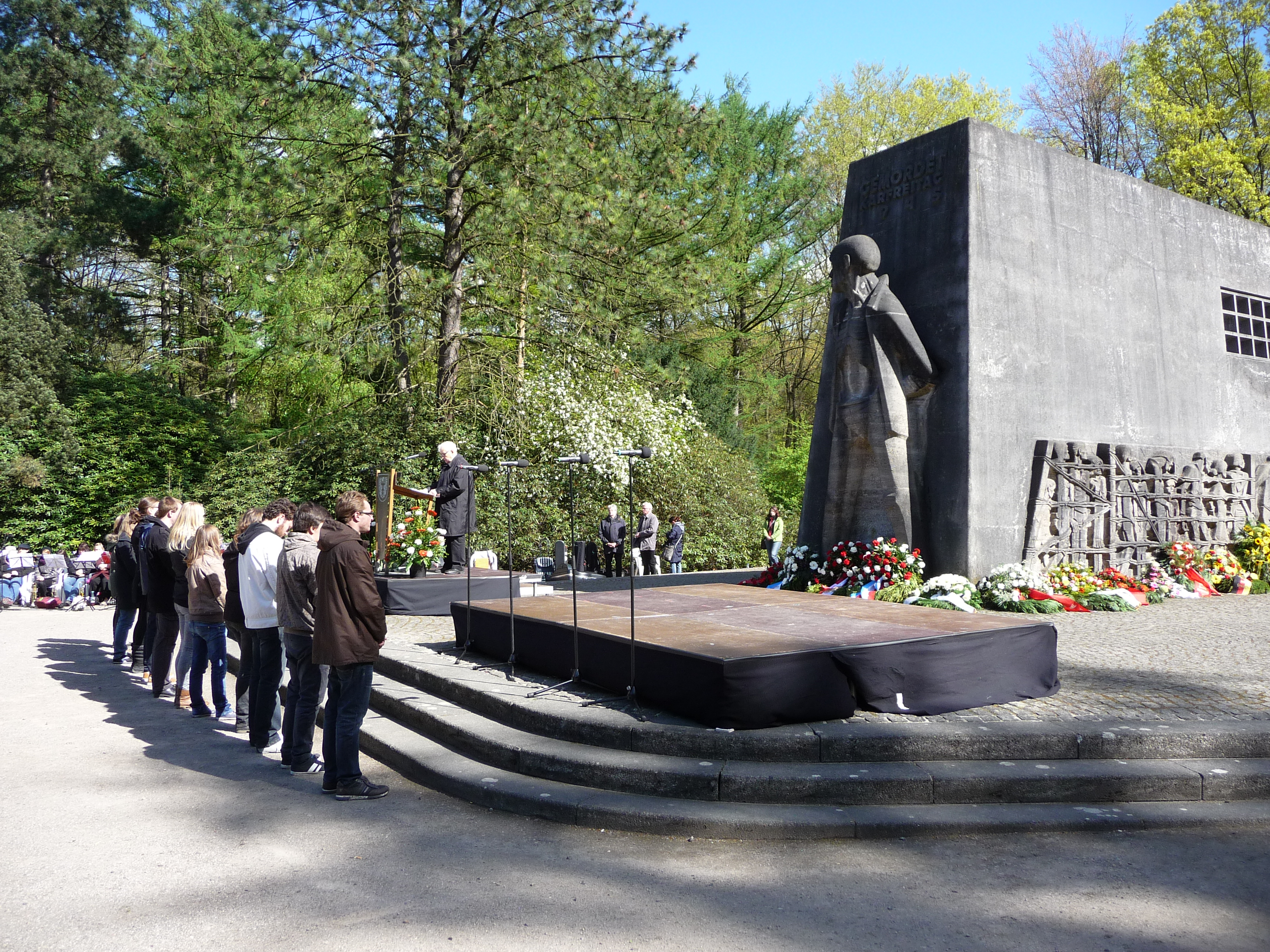
Gedenkfeier am Mahnmal, Karfreitag 2014

89 der Ermordeten wurden am 22. April 1945 in einem Gemeinschaftsgrab auf einer Wiese in der Bittermark bestattet. Weitere Opfer wurden auf dem evangelischen und dem katholischen Friedhof in Hörde beigesetzt. Am 26. August 1945 fand auf dem Hansaplatz in Dortmund eine Trauerkundgebung zum „Gedenken der Gemordeten des Faschismus“ statt. Auch in den folgenden Jahren wurde der Ermordeten gedacht. Am Karfreitag 1947 wurde auf dem katholischen Friedhof ein Ehrenmal eingeweiht, kurz darauf ein weiteres auf dem evangelischen Friedhof. Gleichzeitig wurde in der Bittermark zum Gedenken der Toten eine Sandsteinfigur errichtet. Später wurde diese auf den katholischen Friedhof nach Hörde versetzt. 1953 ergingen von der Vereinigung der Verfolgten des Naziregimes (VVN), der Arbeitsgemeinschaft Verfolgter Sozialdemokraten (AVS) und der SPD-Fraktion Anträge an die Ratsversammlung zur Errichtung eines Ehrenmales sowie einer gemeinsamen Gräberanlage. Hierfür bewilligte der Haupt- und Finanzausschuss der Stadt Dortmund am 30. November 1953 eine Gesamtsumme von 150.000 DM. Im März 1954 wurden alle Toten, auch die von den Hörder Friedhöfen, nach erneuter Registrierung in der Bittermark feierlich beigesetzt. Am Karfreitag 1954 fand dort die erste offizielle Feierstunde der Stadt Dortmund statt, die seitdem regelmäßig bis heute zum Gedenken an die Opfer abgehalten wird. Seit 2004 veranstaltet Borussia Dortmund zudem in Erinnerung an ihren ebenfalls dort ermordeten Zeugwart den Heinrich-Czerkus-Gedächtnislauf, der am Mahnmal endet.

### Planung und Erbauung des Mahnmals

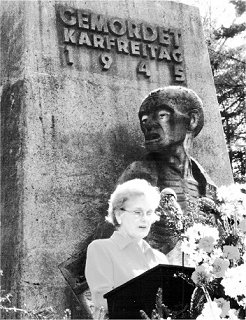
Gisa Marschefski, Ehrenvorsitzende des Rombergparkkomitees, bei einer Kundgebung am Mahnmal

Im November 1954 wurde ein Arbeitskreis zum Bau des Mahnmals gegründet. Ein erster Kontakt mit dem Architekten Will Schwarz und dem Bildhauer Karel Niestrath wurde durch den Bürgermeister Ewald Görshop im November 1954 hergestellt. Schwarz und Niestrath legten ihre ersten Entwürfe für das Mahnmal sowie eine Kostenrechnung im März 1955 dem Kulturausschuss vor. Nach mehreren Sitzungen beschloss der Rat am 25. April 1955 die Errichtung des Mahnmals und bewilligte hierfür die Ausgabe von 290.000 DM. Nach einigen Änderungen wurde der Gesamtplanung von Schwarz und Niestrath am 28. Juli 1955 durch den Kulturausschuss und den Bauausschuss zugestimmt.
Am 16. Oktober 1955 konnte mit den Betonarbeiten für das Mahnmal begonnen werden. Die äußere Gestaltung des Mahnmals hatten Schwarz und Niestrath geschaffen, jedoch war bis zu diesem Moment die Gestaltung des Innenraumes noch nicht erfolgt. Informationen über die Errichtung des Mahnmals erreichten auch die Suchstelle für französische Kriegsopfer in Bad Neuenahr. Diese organisierte im September 1956 den Besuch einer französischen Delegation in der Bittermark. Nach der Besichtigung der Grabstellen und der Hinrichtungsschauplätze im Rombergpark und der Bittermark versprachen die Franzosen, für eine finanzielle Beteiligung am Mahnmal in ihrer Heimat zu werben.
Diese Reise hatte zur Folge, dass das Mahnmal in der Bittermark die zentrale Gedenkstelle für die umgekommenen französischen Zwangs- und Arbeitsdeportierten wurde. Weiter wurde beschlossen, dass die Ausgestaltung der Krypta durch einen französischen Künstler erfolgen sollte und dass ein unbekanntes Opfer in einem Zinksarg in der Krypta bestattet werden soll. Die Kosten für die Ausgestaltung der Krypta wurden vollständig von der Nationalen Vereinigung der Arbeitsdeportierten (FNDP) und dem französischen Ministerium für Kriegsopfer und Hinterbliebene getragen. Am Karfreitag 1958 erfolgte die feierliche Einweihung der Krypta. Zu diesem Zeitpunkt waren das Mahnmal und die Krypta noch nicht fertiggestellt; diese erfolgte erst 1960. 1959 begann der französische Künstler Léon Zack mit den ersten Entwürfen für das Mosaik der Krypta. Dieses wurde hauptsächlich in seinem Atelier gefertigt und erst im Frühjahr 1960 in das Mahnmal eingebaut. Die Krypta wird nur einmal im Jahr, am Karfreitag, geöffnet.

### Einweihung
Am Karfreitag, dem 15. April 1960, wurde das Mahnmal öffentlich eingeweiht. Anwesend waren der französische Minister für Kriegsopfer und Kriegsteilnehmer, Raymond Triboulet, der französische Botschafter in Bonn, Francois Seydoux, Paul Garban von der Suchstelle für französische Kriegsopfer und Delegationen aus vielen europäischen Ländern. Hauptredner der Gedenkfeier waren der Bundesminister für gesamtdeutsche Fragen, Ernst Lemmer, Minister Triboulet, der Dortmunder Oberbürgermeister Dietrich Keuning und Jean-Louis Forest, der Präsident der französischen nationalen Vereinigung der Arbeitsdeportierten.
Die Krypta gilt als französische Enklave und somit als exterritoriales Gebiet auf Dortmunder Boden.

### Die Reliefs

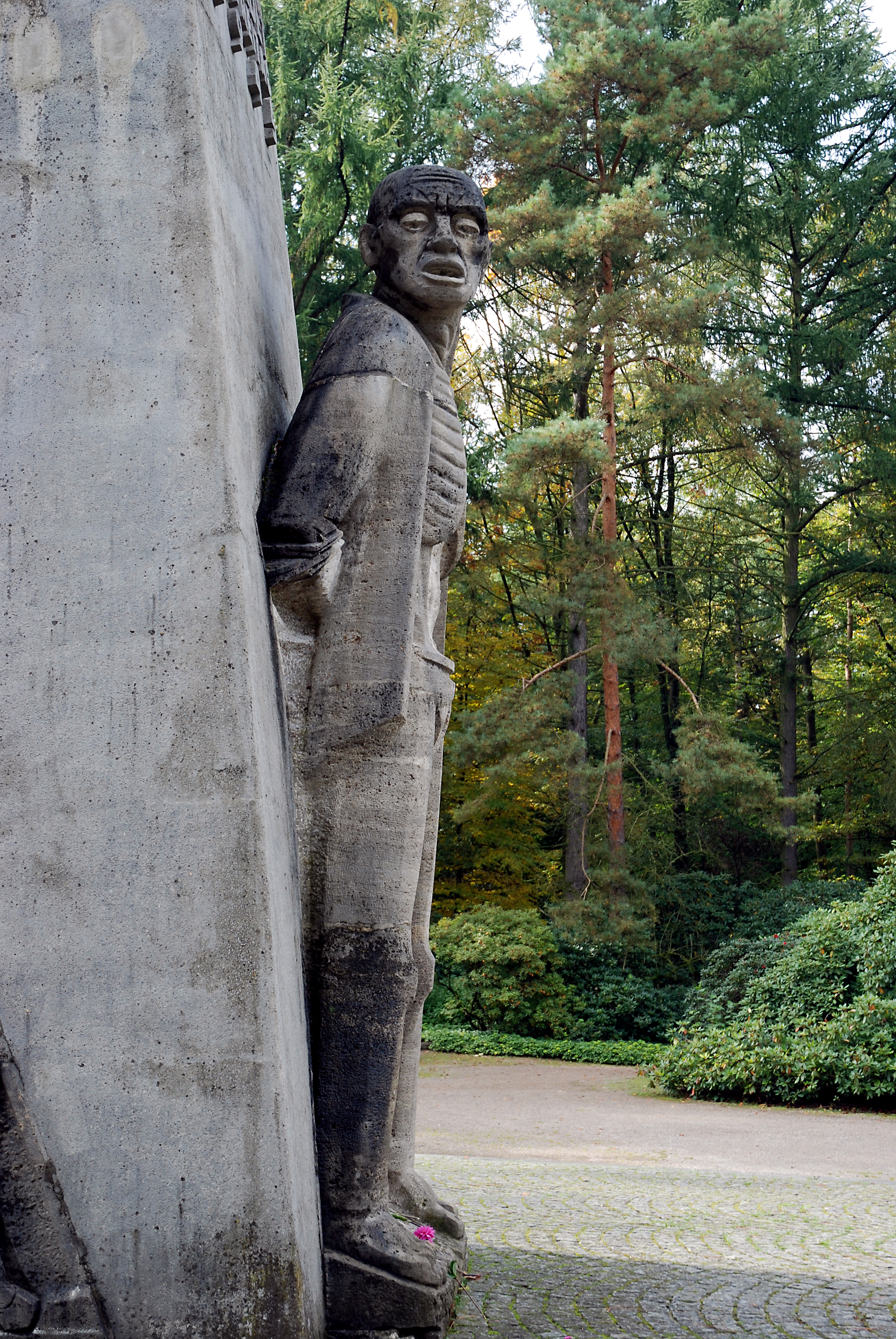
Vorderseite des Mahnmals

Will Schwarz schreibt zu den Reliefs:

„Der Raumfüllende, einen Kerker symbolisierende Monolit allein kann nicht deutlich genug machen, welchen Ort man betritt, sucht man den Weg zu dem ihn umgebenen Gräberfeld. Das unerhörte Geschehen verlangt nach Ausdeutung dessen, woran hier gemahnt werden soll. Es muß immer von Neuem und kommenden Generationen mit Schaudern und Ergriffenheit erfüllen können.
Neben der Weit hin sichtbaren Hauptfigur – einen gequälten Menschen darstellend – sind es zwei Reliefs, die in die Seitenwände eingebaut sind, in denen die Brutalität beschrieben wird, der die politisch verfolgten ausgesetzt waren.
Während das Mahnmal selbst aus Beton gegossen ist, stammt das Material für die Hauptplastik und Reliefs aus wetterfestem Kirchheimer Muschelkalk der Steinbrücke in der Nähe Würzburgs.
Unter Vermeidung jeder heldischen Pose werden darin mit hartem Realismus die Begebenheiten des unmenschlichen Geschehens eindringlich und zugleich mahnend dargestellt.“

Vor Kopf des Mahnmals befindet sich eine große einzelne Figur, leidend, mit auf dem Rücken gefesselten Händen, die zur Seite, Richtung Osten, blickt.

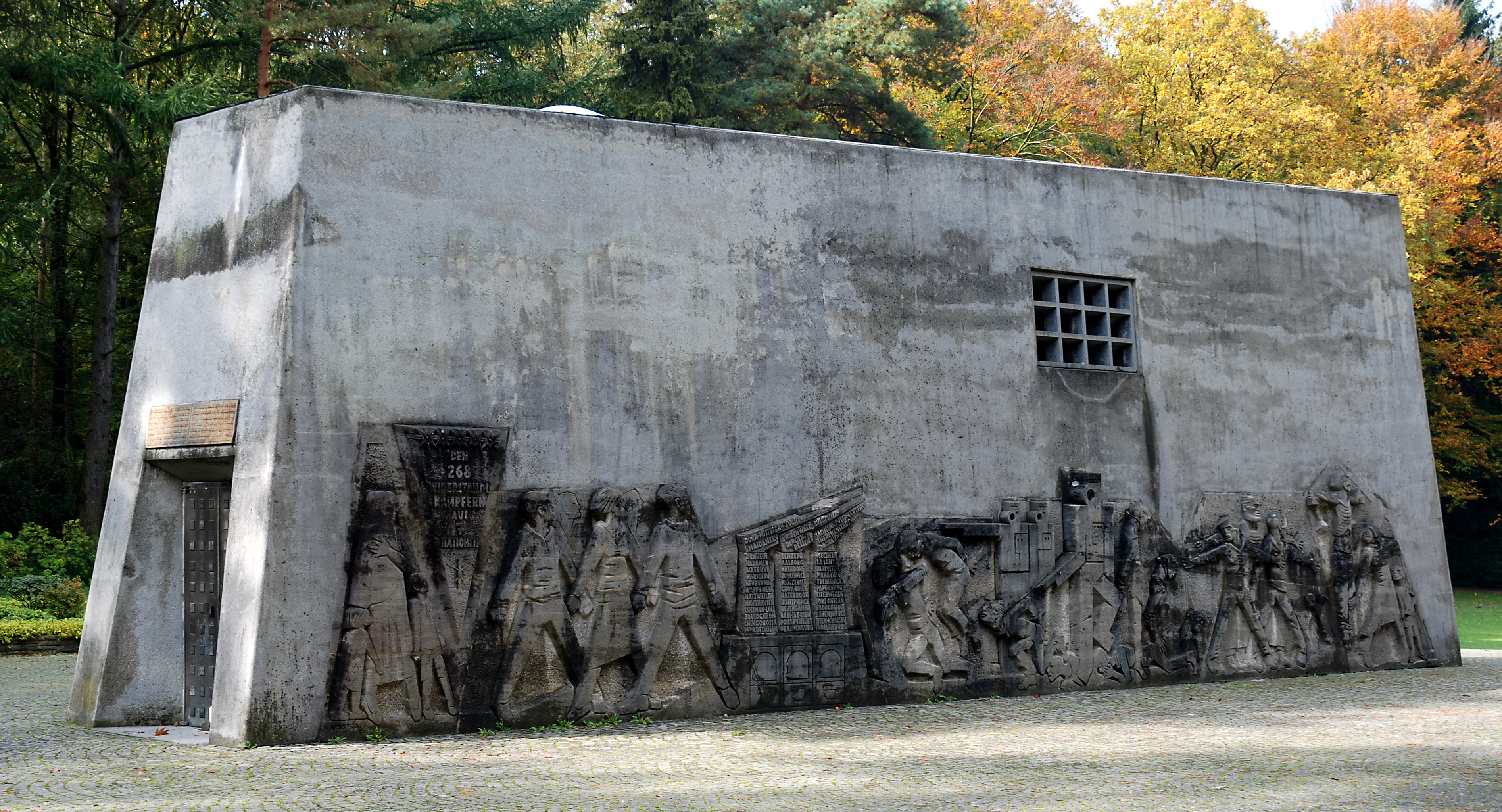

Die Figuren der Reliefs an der östlichen Seite des Mahnmals zeigen die Leiden der Menschen. Familien werden getrennt. Eine Dreiergruppe stemmt sich dem Kommenden entgegen, neben ihnen die Verbrennungsöfen in den Konzentrations- und Arbeitslagern, in welche eine Gruppe Menschen durch gesichtslose, maschinenähnliche Soldaten mit Gewehren getrieben wird. Diese trampeln zusätzlich über die bereits am Boden liegenden Menschen hinweg. Daneben findet sich eine Gruppe bereits Gehängter. An diese Gruppe schließt sich eine Dreiergruppe Männer an, die die Arme weit ausgestreckt haben, als wenn sie sie beschützen und Andere abhalten wollten. Die linke Figur schaut in Richtung der Gehängten, die rechte streckt den Arm nach rechts und hält einen Hammer in der Hand. Die mittlere Figur hinter ihnen schaut den Betrachter an, es scheint, als wenn sie die Frage stellen würde: Was hast du getan, um zu helfen? Die sich anschließende letzte Szene auf dieser Seite des Mahnmals zeigt einen Gekreuzigten, eine Frau und ein Kind. Die Frau berührt das Bein des Gekreuzigten.

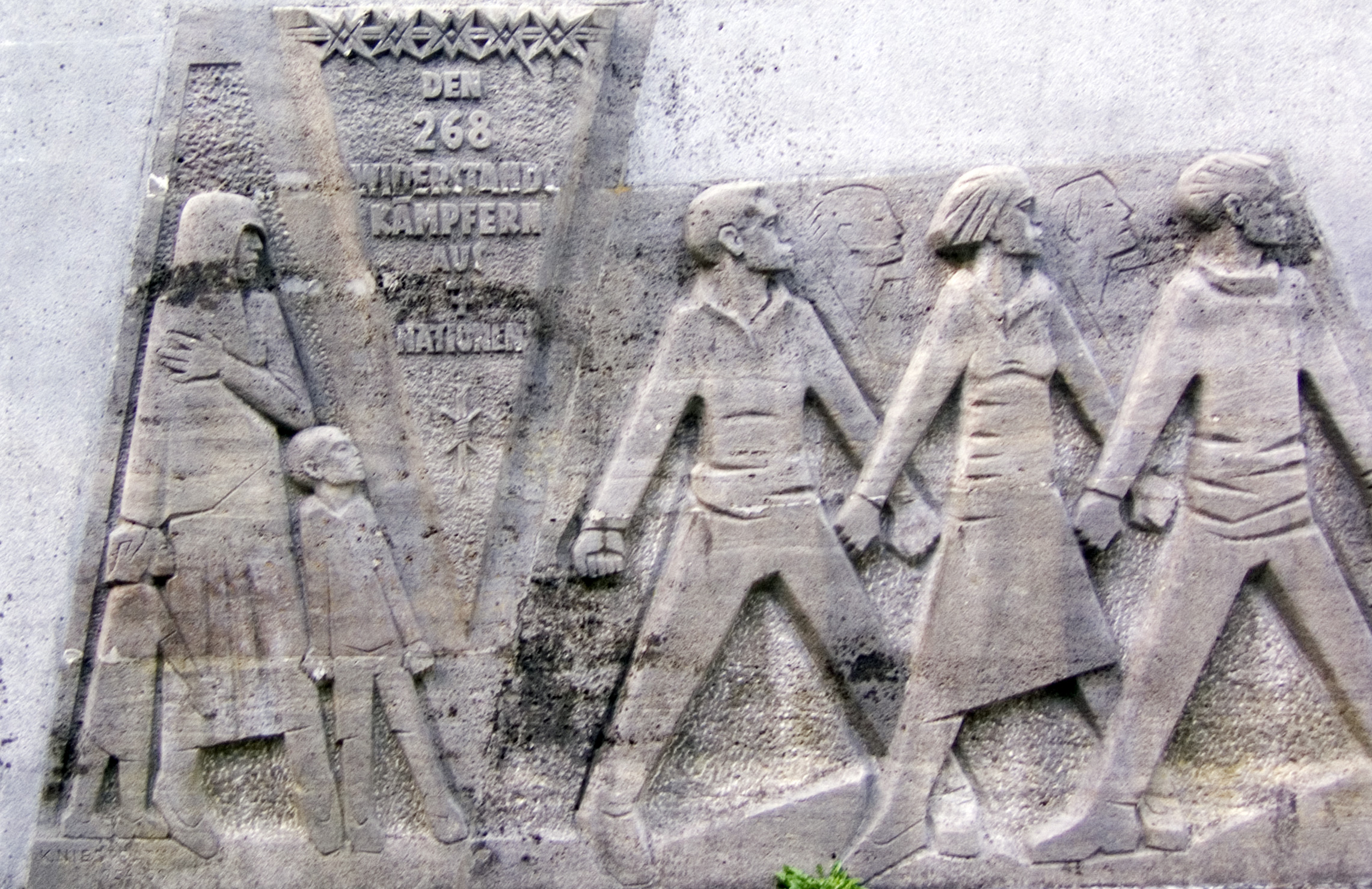
Detailaufnahme des Reliefs
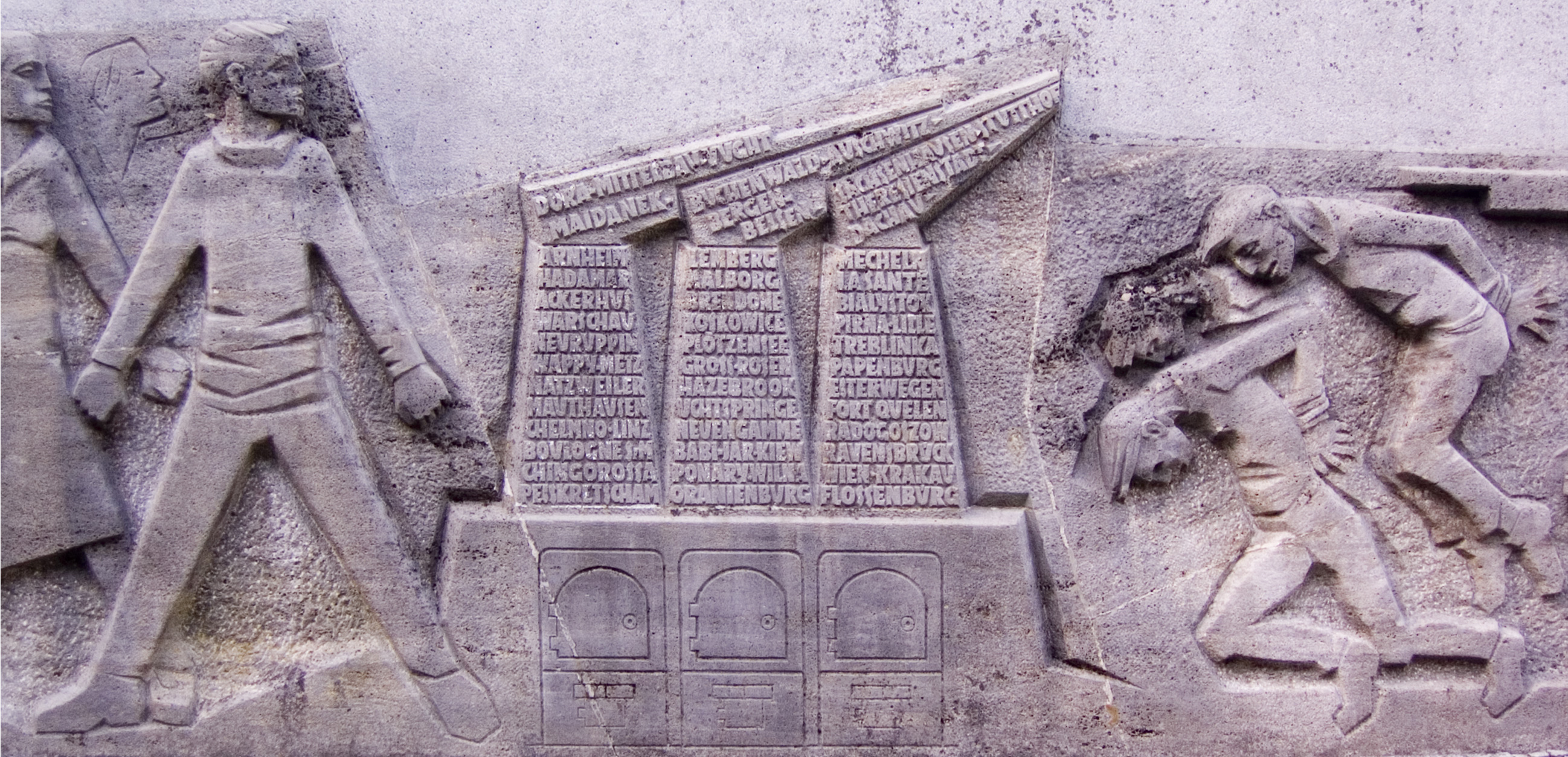
Detailaufnahme des Reliefs: Stilisierte Öfen mit den Namen der Konzentrationslager
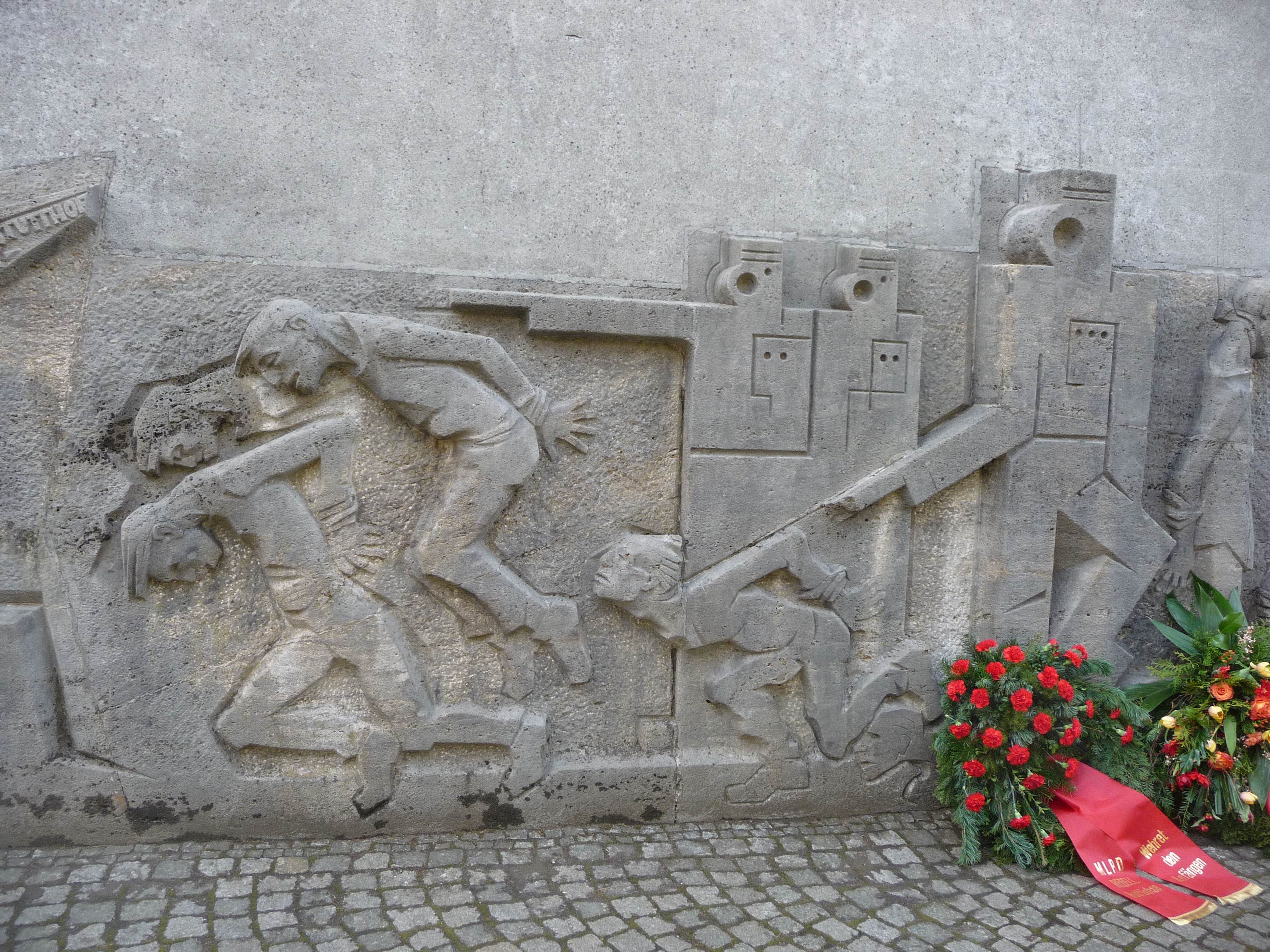
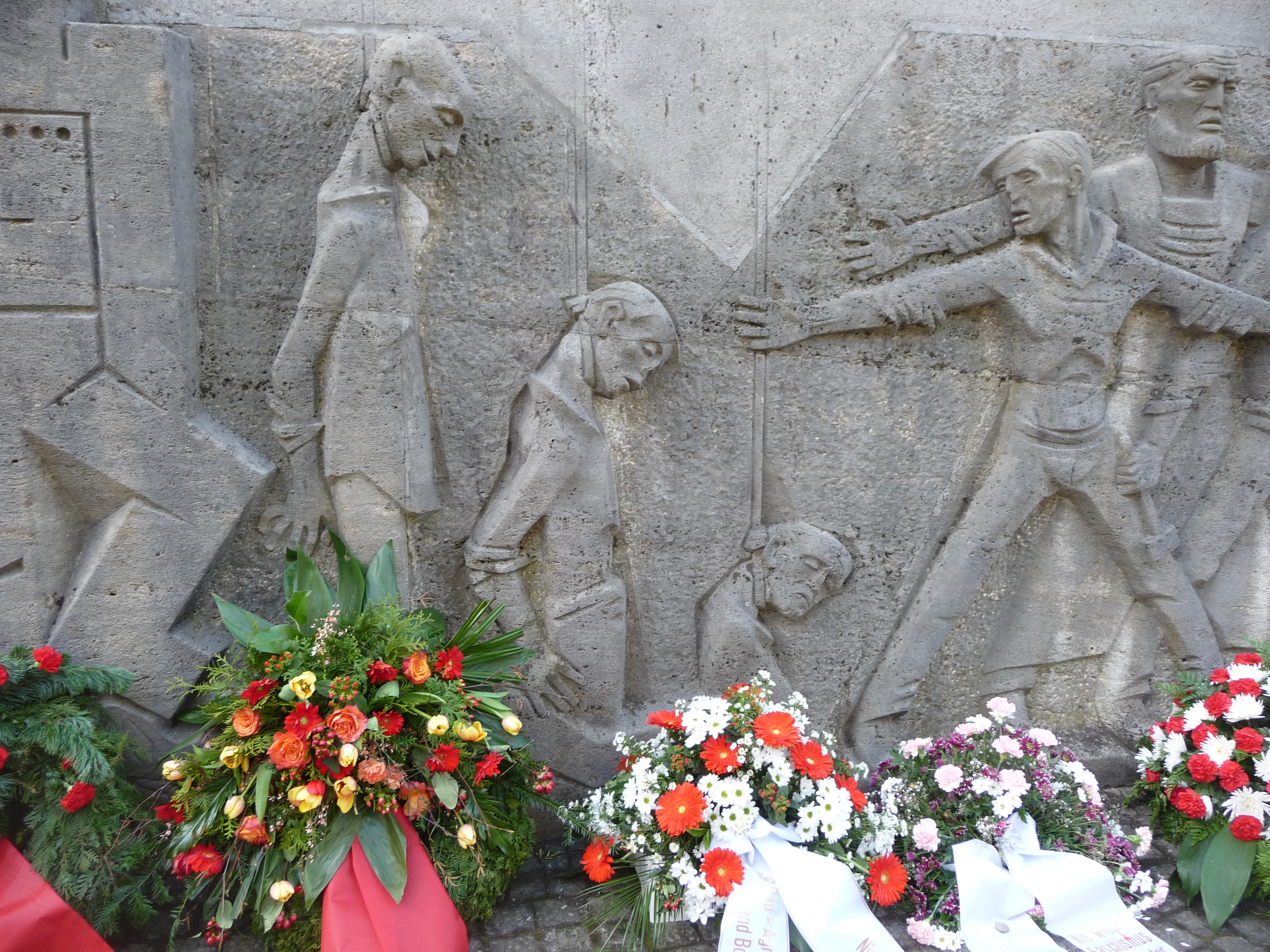
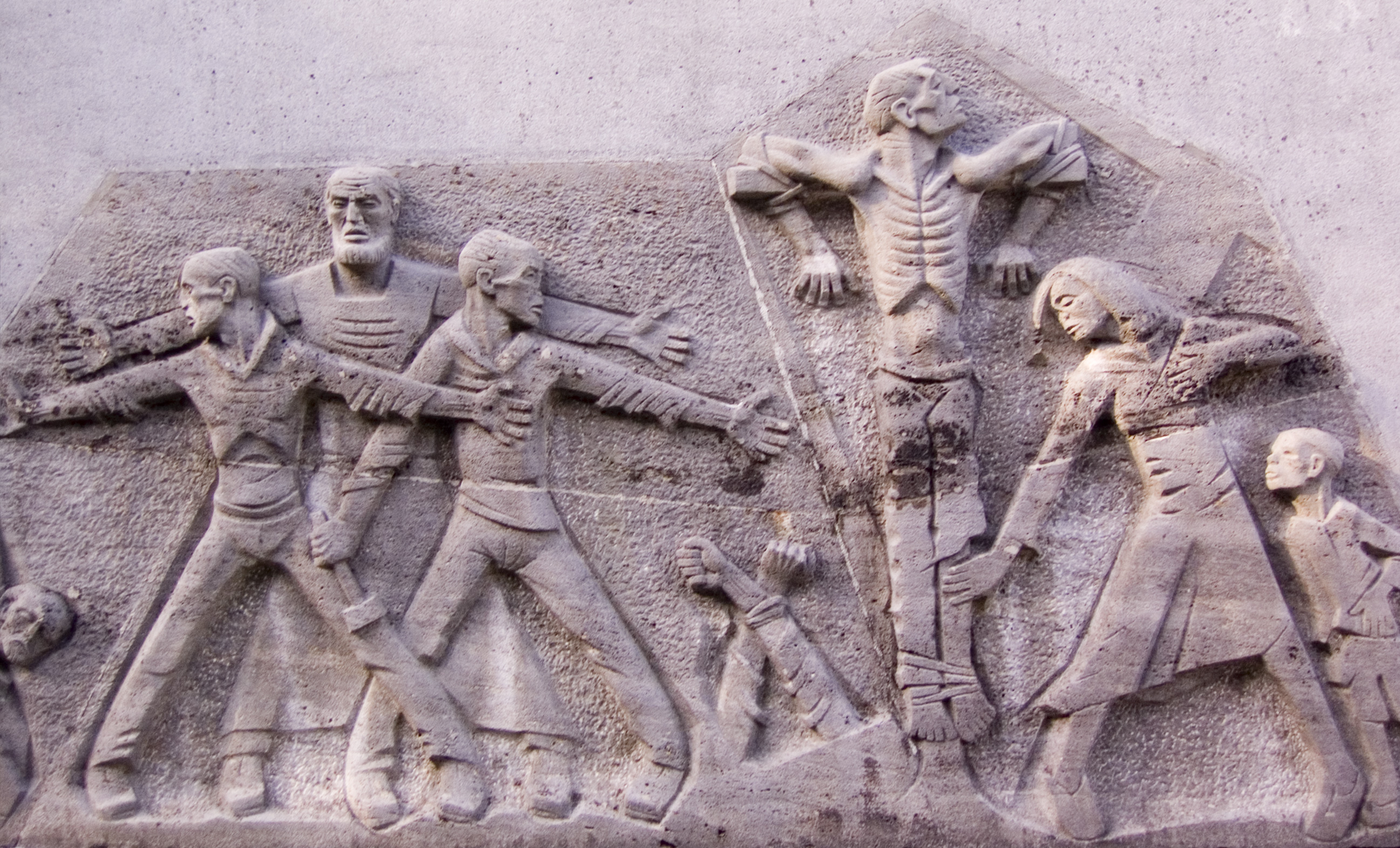
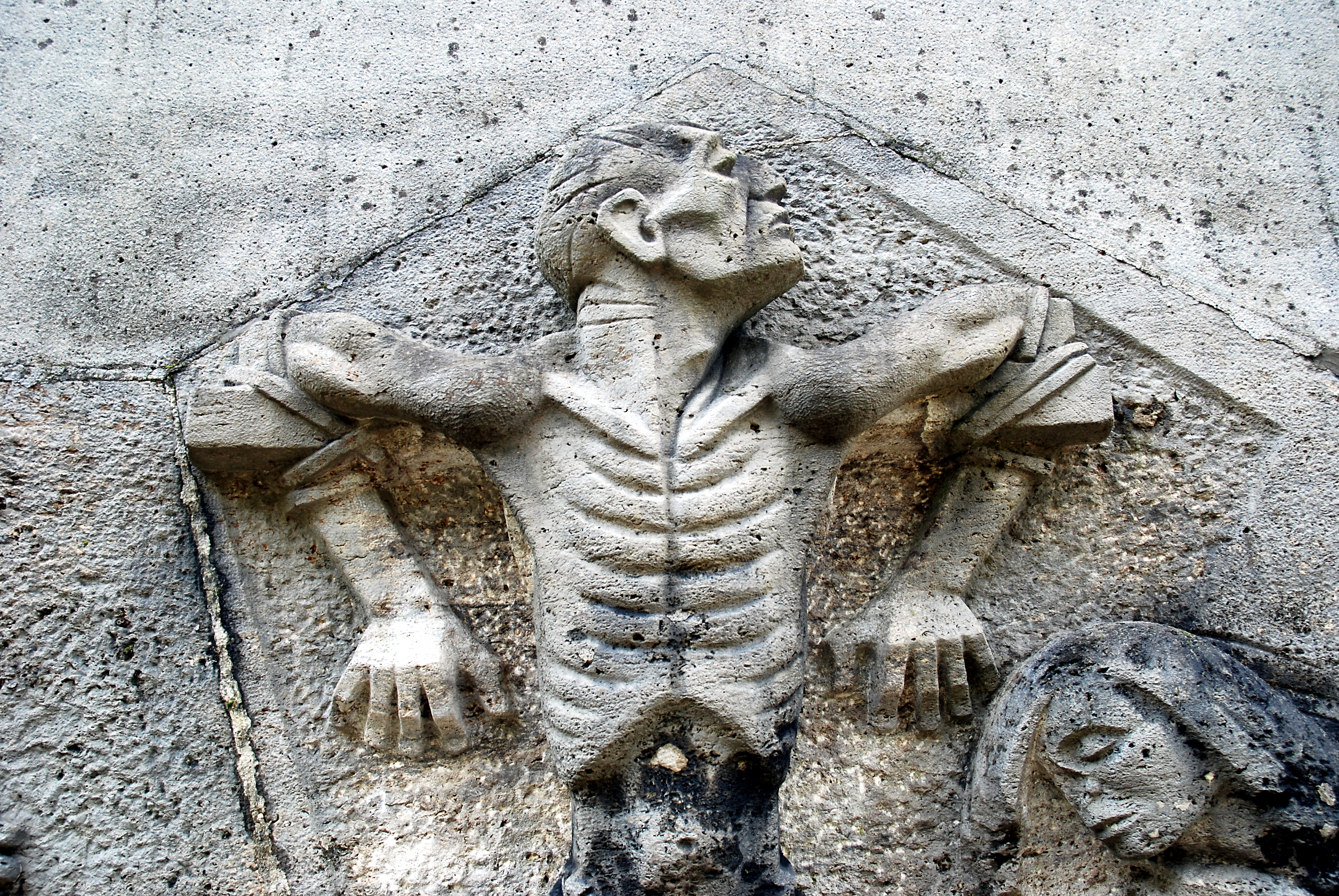
Detail

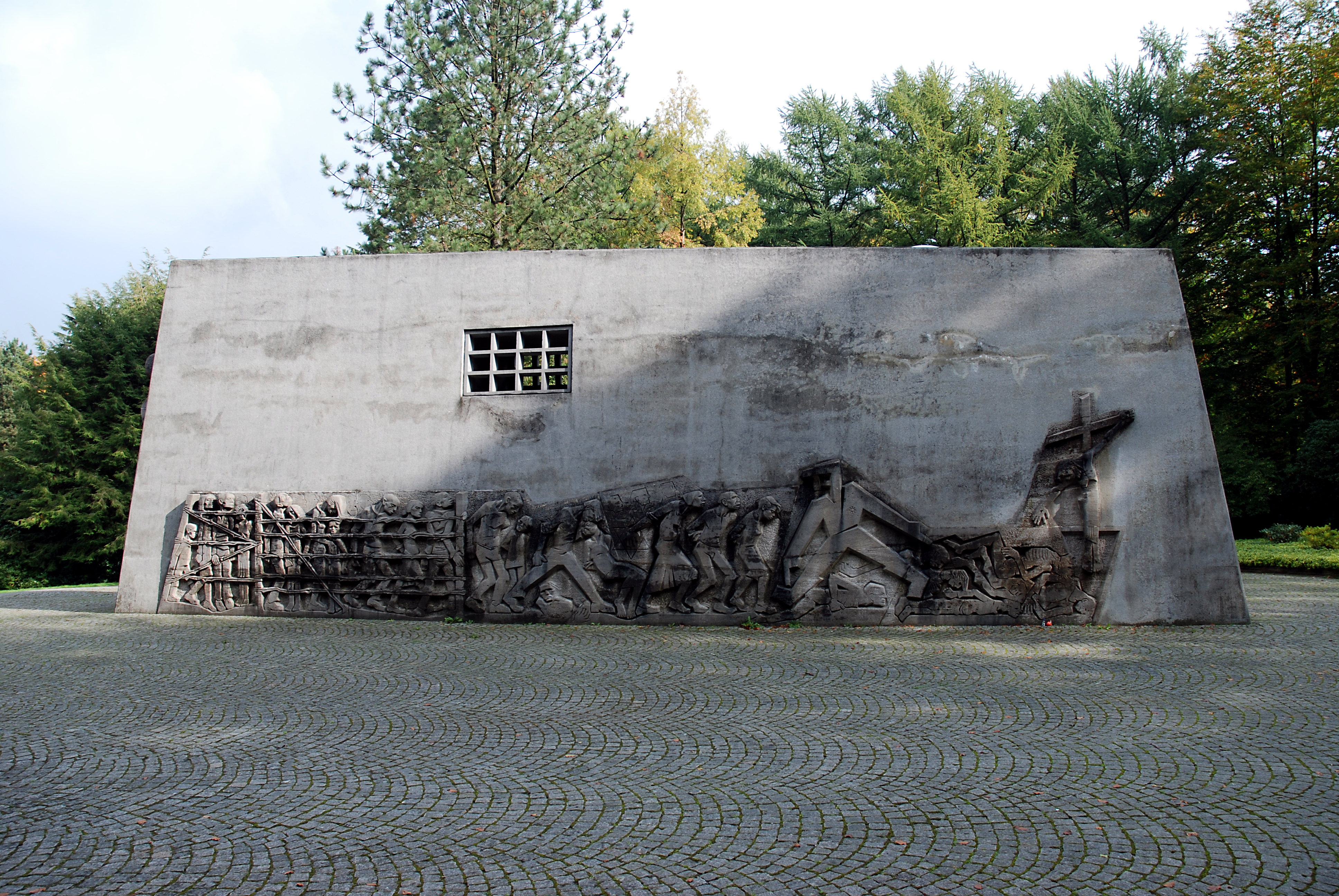

Die Reliefs auf der westlichen Seite starten neben der großen Frontfigur mit einer großen Gruppe Menschen, die hinter Stacheldraht zusammengepfercht ist; Männer, Frauen und Kinder, abgemagert, teilweise gefesselt und geschunden. Die letzten drei Figuren dieser Gruppe haben Ähnlichkeit mit der Dreiergruppe auf der Ostseite, die sich noch dem Kommenden entschlossen entgegengestellt haben. Doch jetzt sind sie geschlagen, gefesselt und leiden. Nach dem Stacheldraht marschieren die Figuren weiter. Teilweise brechen einige zusammen, manche liegen bereits auf dem Boden, andere werden gezwungen, über diese Menschen weiterzulaufen.
An der Spitze dieser Gruppe sind drei Personen, die hinterste hat die Hand in einem Davidstern, die vordere Person hingegen hat starke Ähnlichkeit mit Sophie Scholl. Die Gruppe läuft auf mehrere Soldatenmaschinen zu, die alles töten, was ihnen entgegenkommt. Hinter diesen Soldatenmaschinen befindet sich bereits ein Hügel mit ermordeten Menschen. Diese liegen zu Füßen eines Gekreuzigten, der sich hinunter beugt und ihnen vom Kreuz herab eine Hand entgegenstreckt.

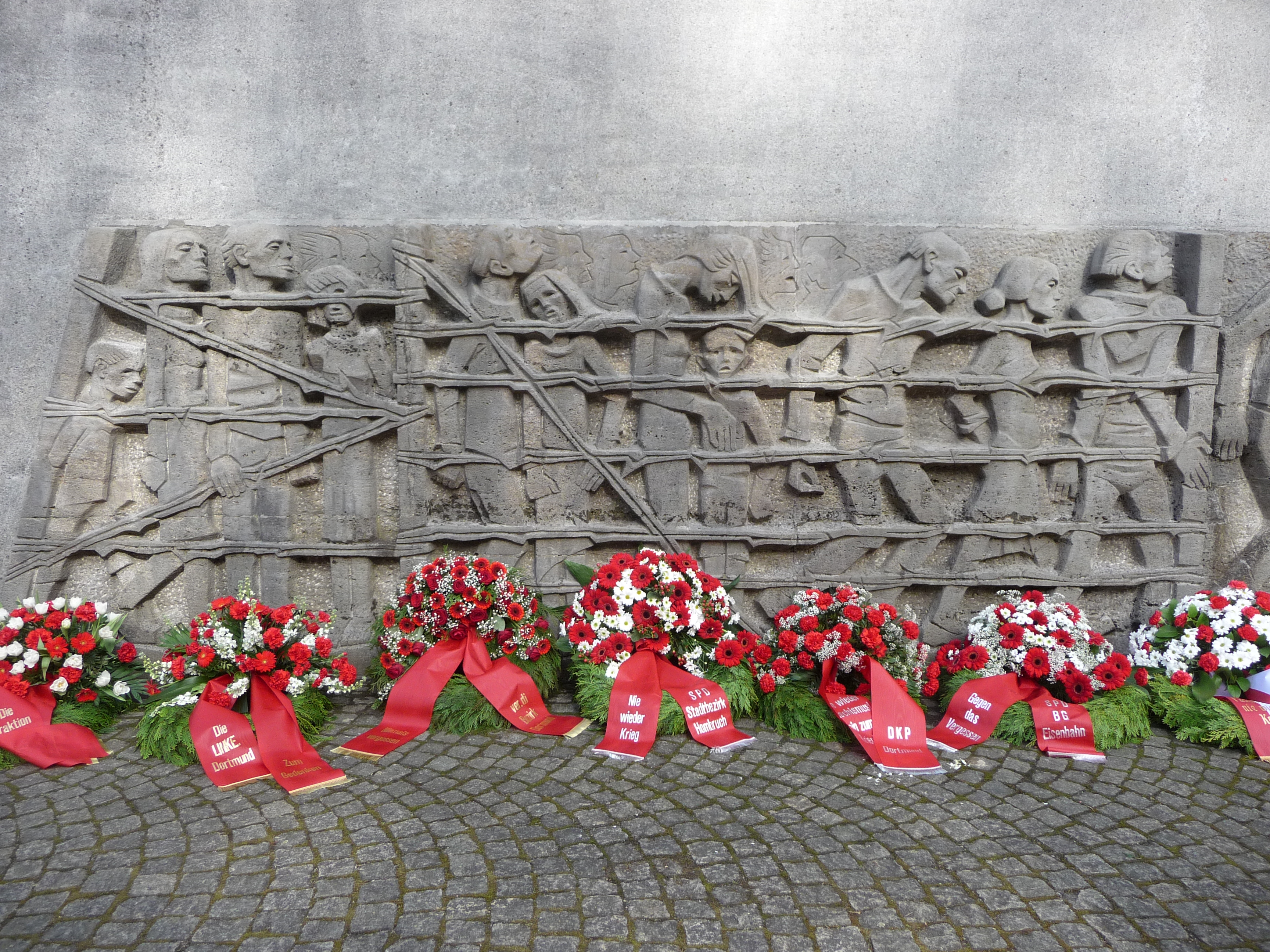
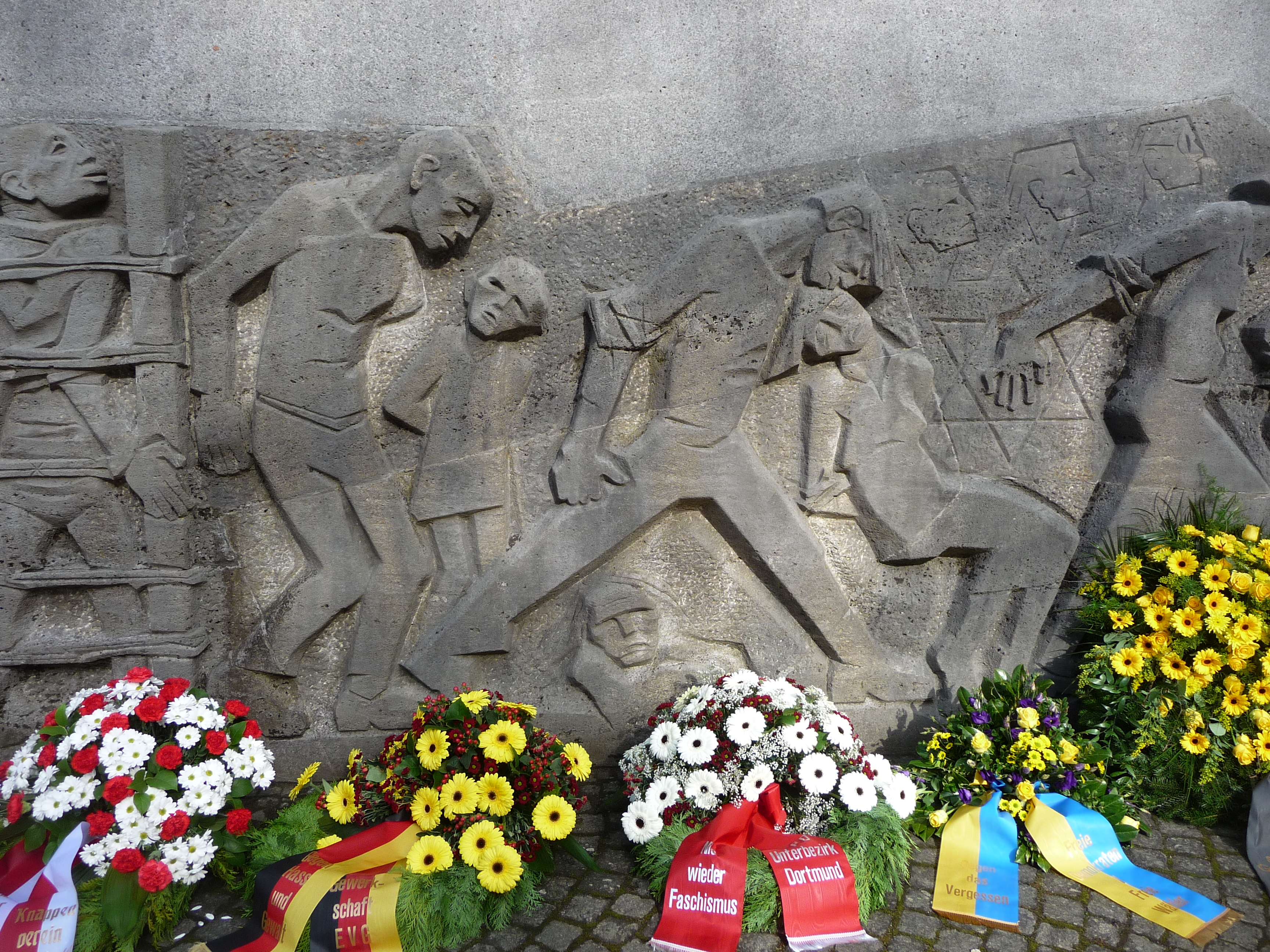
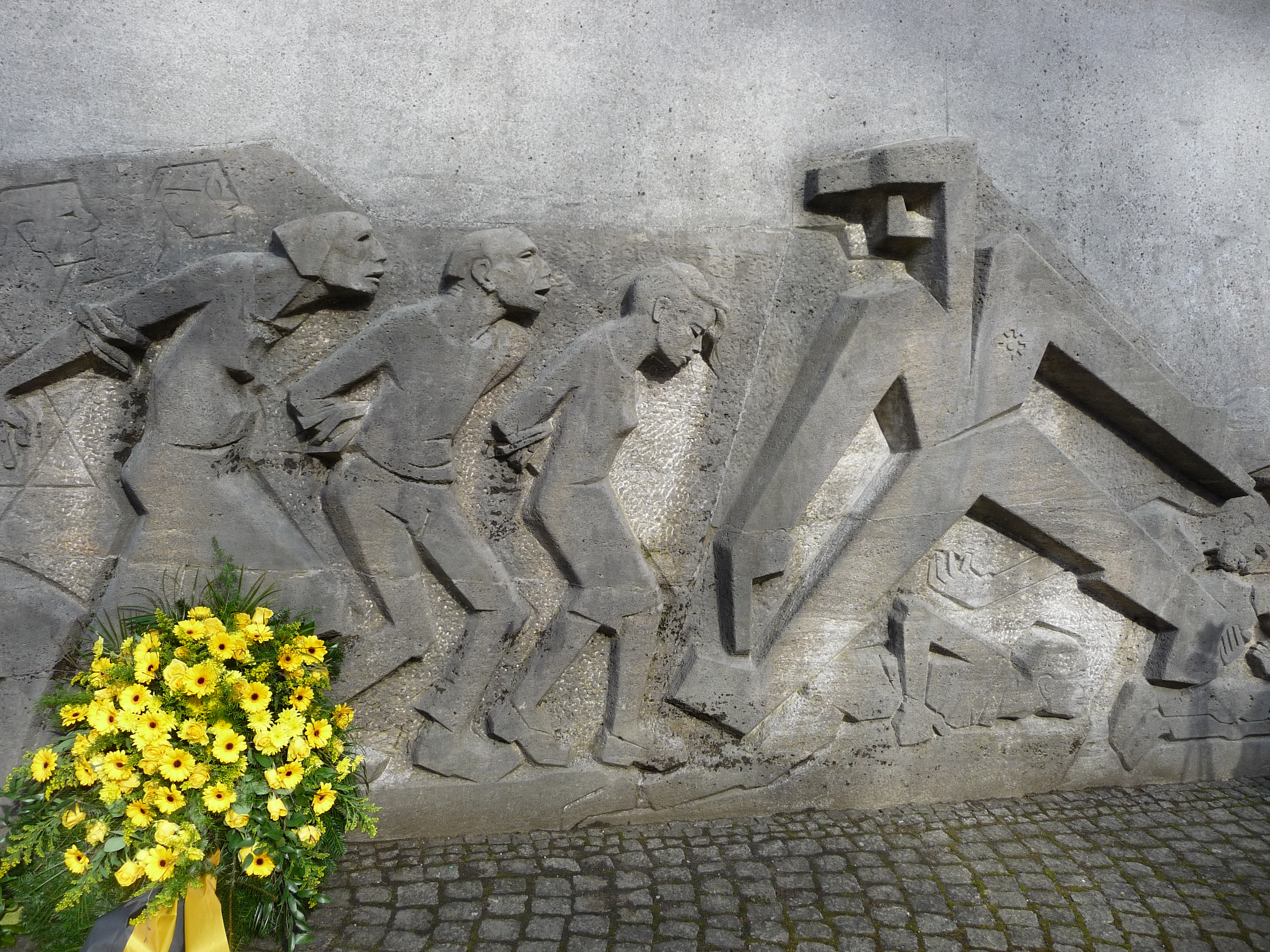
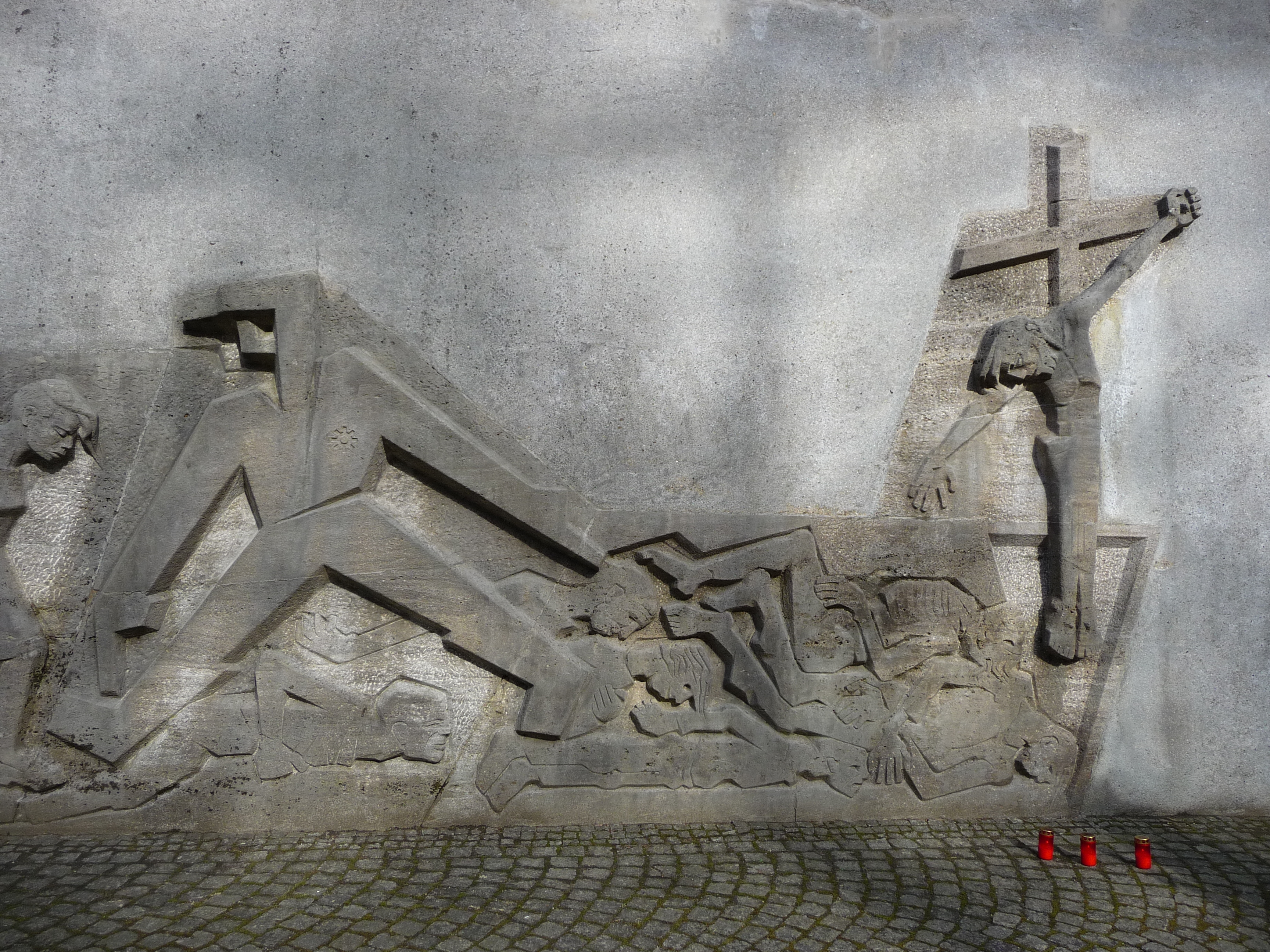
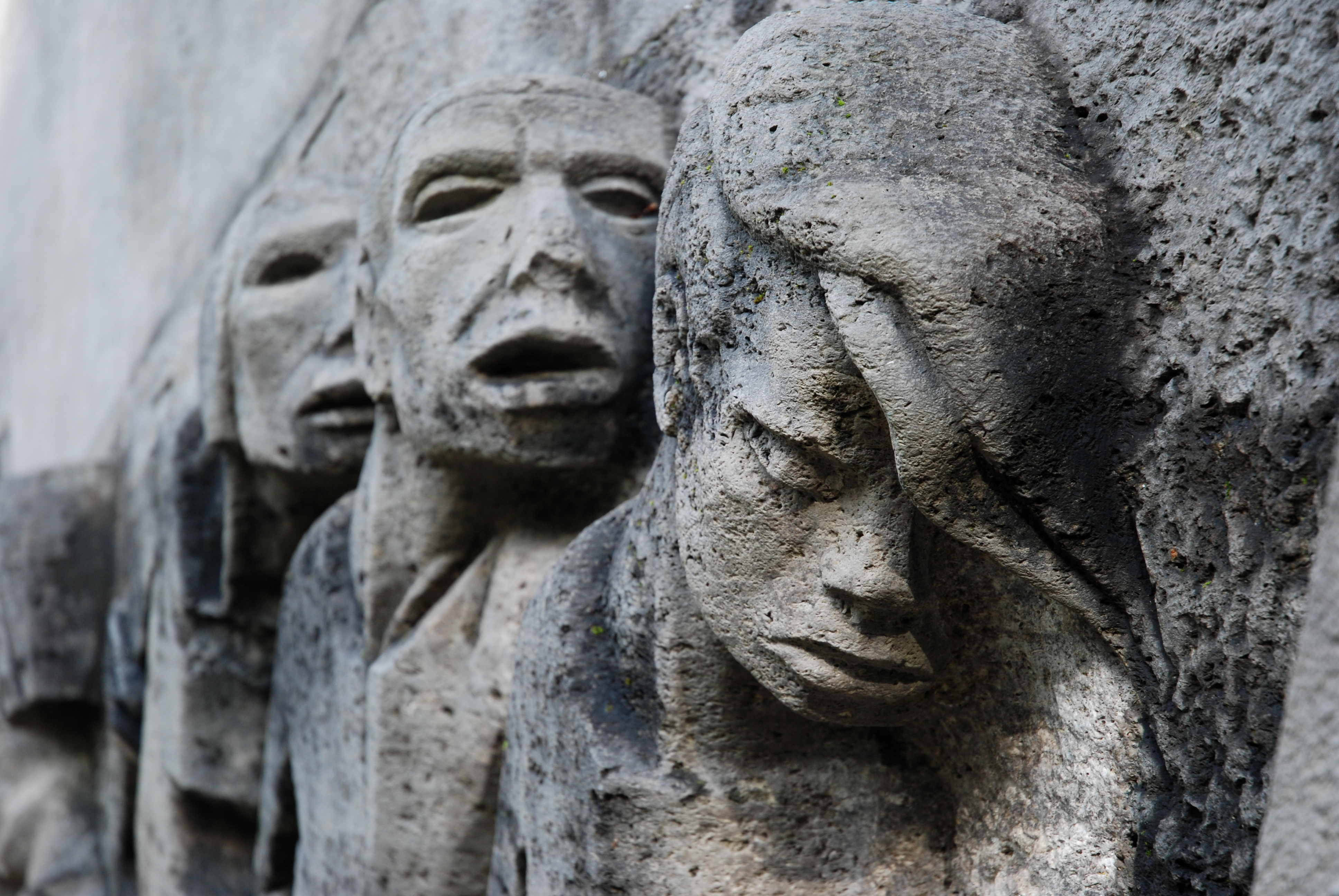
Detail. Laut Asshoff stellt die vordere Figur Sophie Scholl dar

### Krypta
1959 begann der französisch-russische Künstler Léon Zack, aufgewachsen im jüdischen Glauben und später konvertiert zum Katholizismus, mit der Arbeit zur Ausgestaltung der Krypta in seinem Atelier im französischen Vanves. 1960 waren die Mosaike, die den gesamten Innenraum auskleiden, fertiggestellt. Die Marmor-Steine stellen ein Geflecht aus Drahtfesseln dar. Oberhalb der Tür bilden dunkle Steine auf hellgrauem Hintergrund das Wort PAX (lat. für Friede). Das rund gestaltete Oberlicht leitet durch den Lichtschacht die einfallende Helligkeit zentral auf die Deckplatte der Grabstätte des unbekannten Opfers. Die Krypta wird nur einmal im Jahr, am Karfreitag, im Anschluss an die Gedenkfeier geöffnet.
Will Schwarz schreibt zur Krypta:

„Immer mit einer schweren Bronzetür verschlossen die nur an den Erinnerungsfeiern zu Karfreitag jedes Jahres geöffnet wird, ist im Inneren des Males eine Grabkammer als Kryptagewölbe ausgespart, in der – unter einer schlichten Grabplatte – stellvertretend für die vielen Toten, die im Gräberfeld beigesetzt wurden, ein nicht identifizierter Ermordeter französischer Nationalität ruht.
Ein Oberlicht spendet dem Raum, dessen Wände von dem französischen Künstler Léon Zack mit einem Marmormosaik ausgekleidet wurden, ein stilles Dämmerlicht.
Das aus weißem, grauem und schwarzem Marmormaterial komponierte Mosaik versinnbildlicht in abstrakter Ausformung die Stacheldrahtfesseln, mit denen die Ermordeten auf ihrem letzten Gang aneinandergebunden waren.“

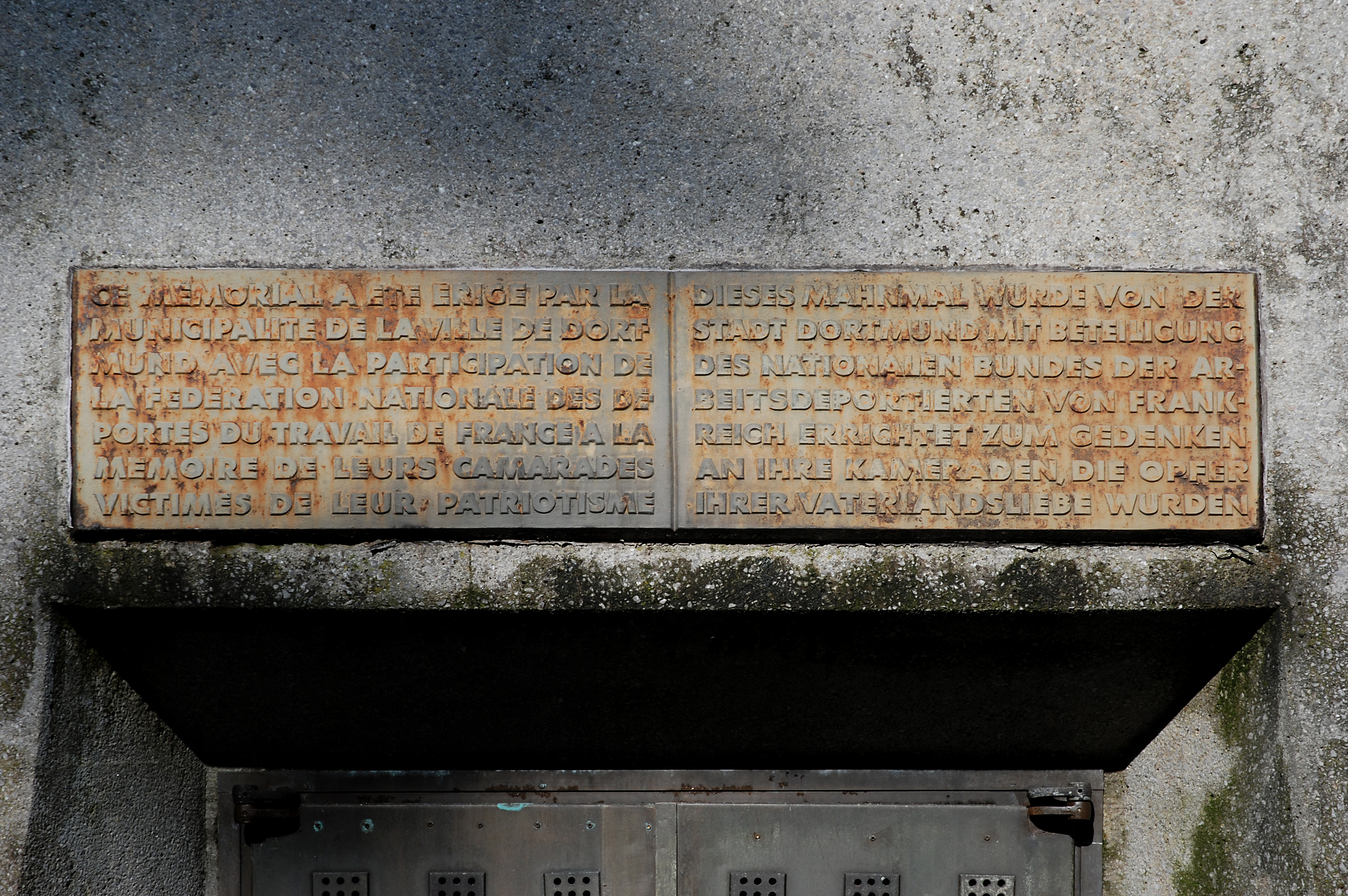
Tafel über dem Eingang der Krypta
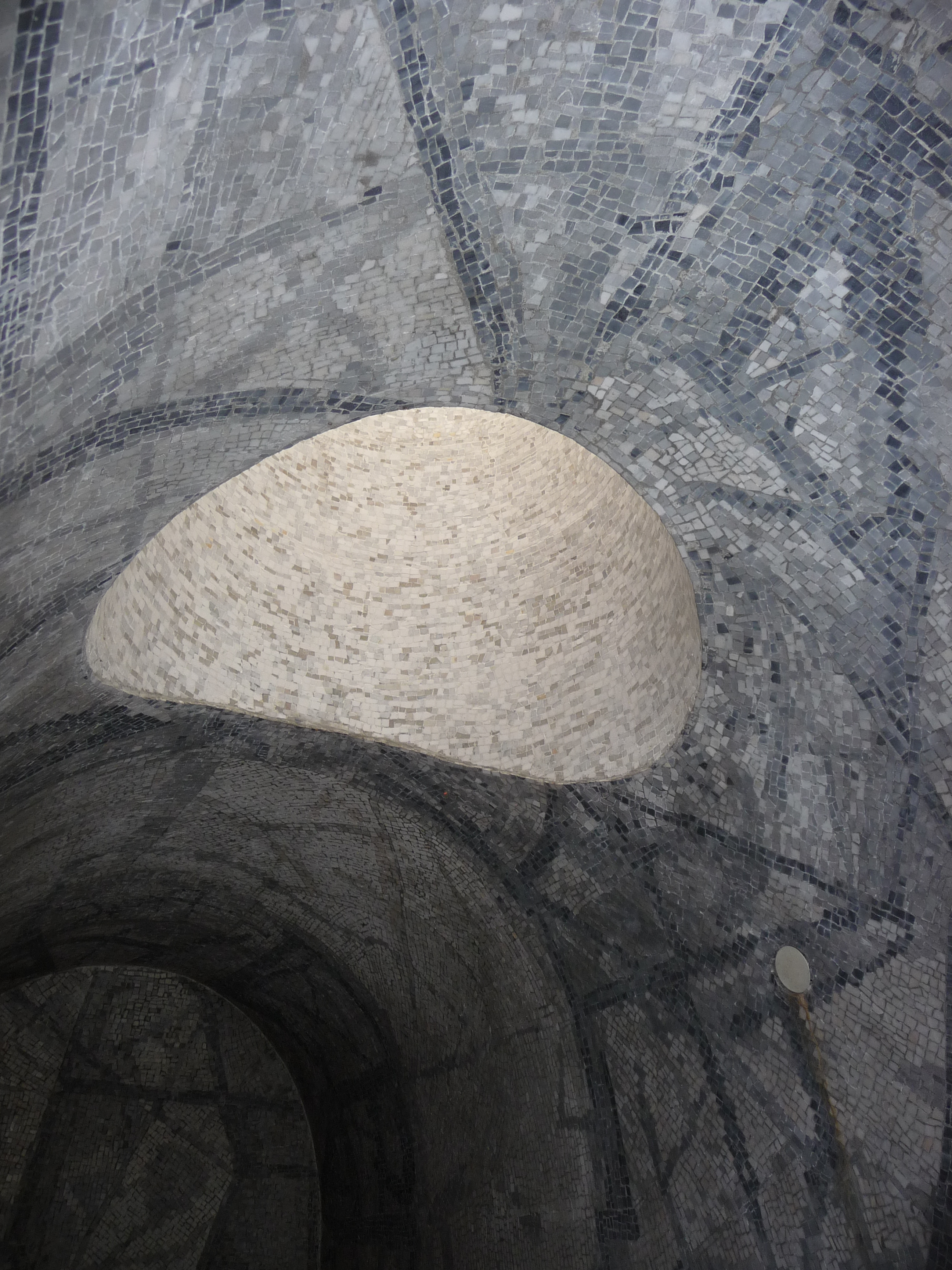
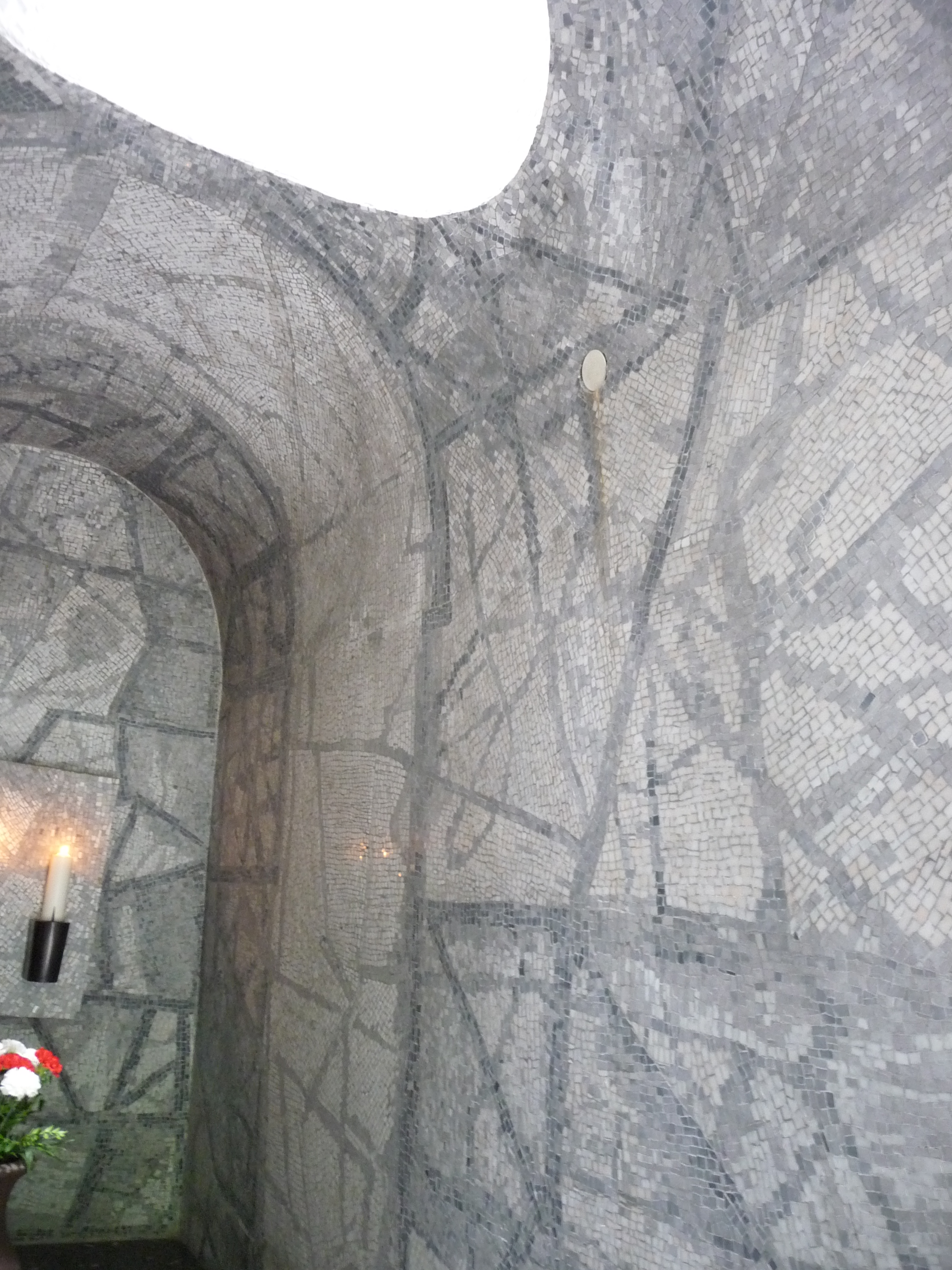
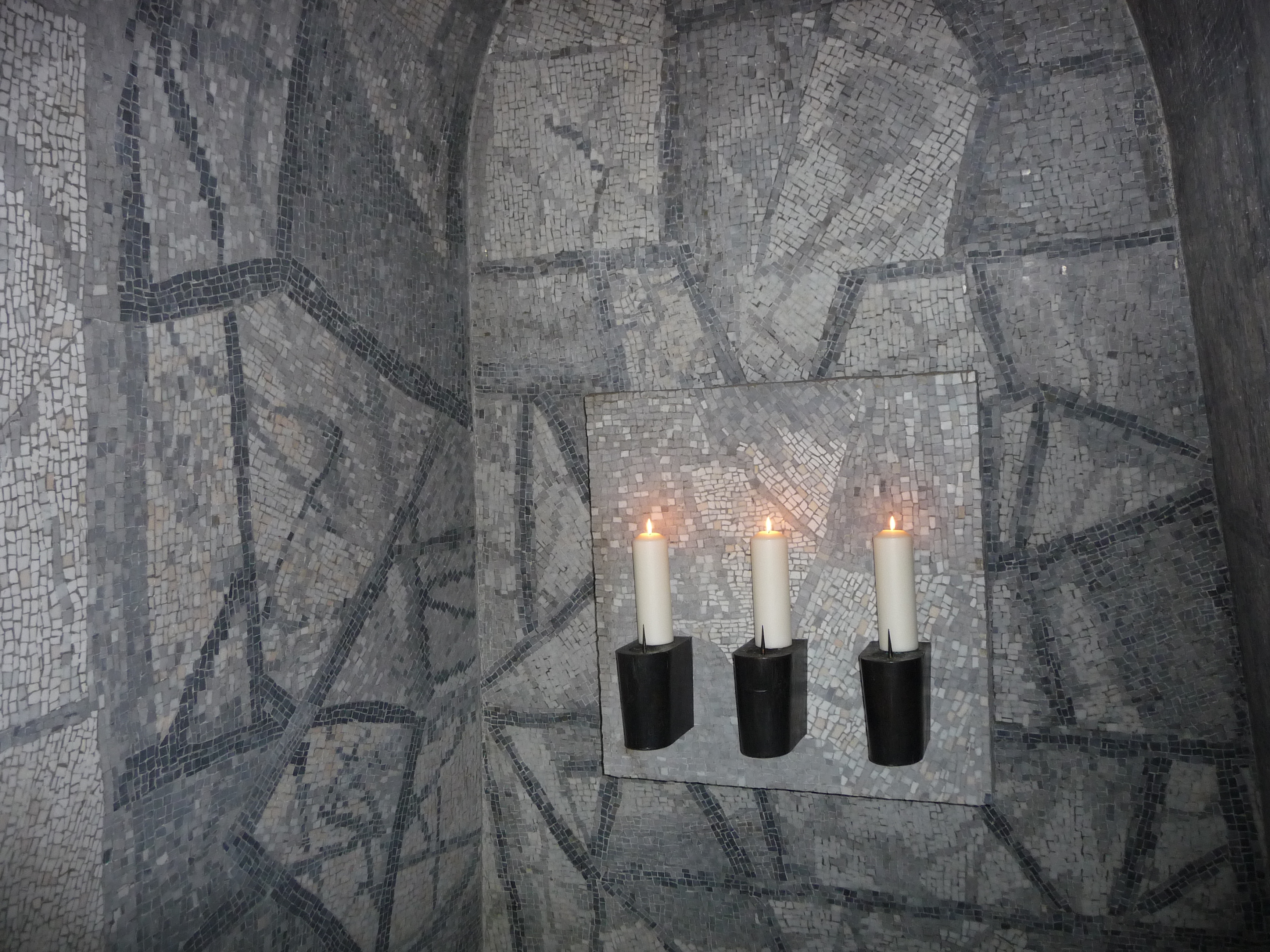
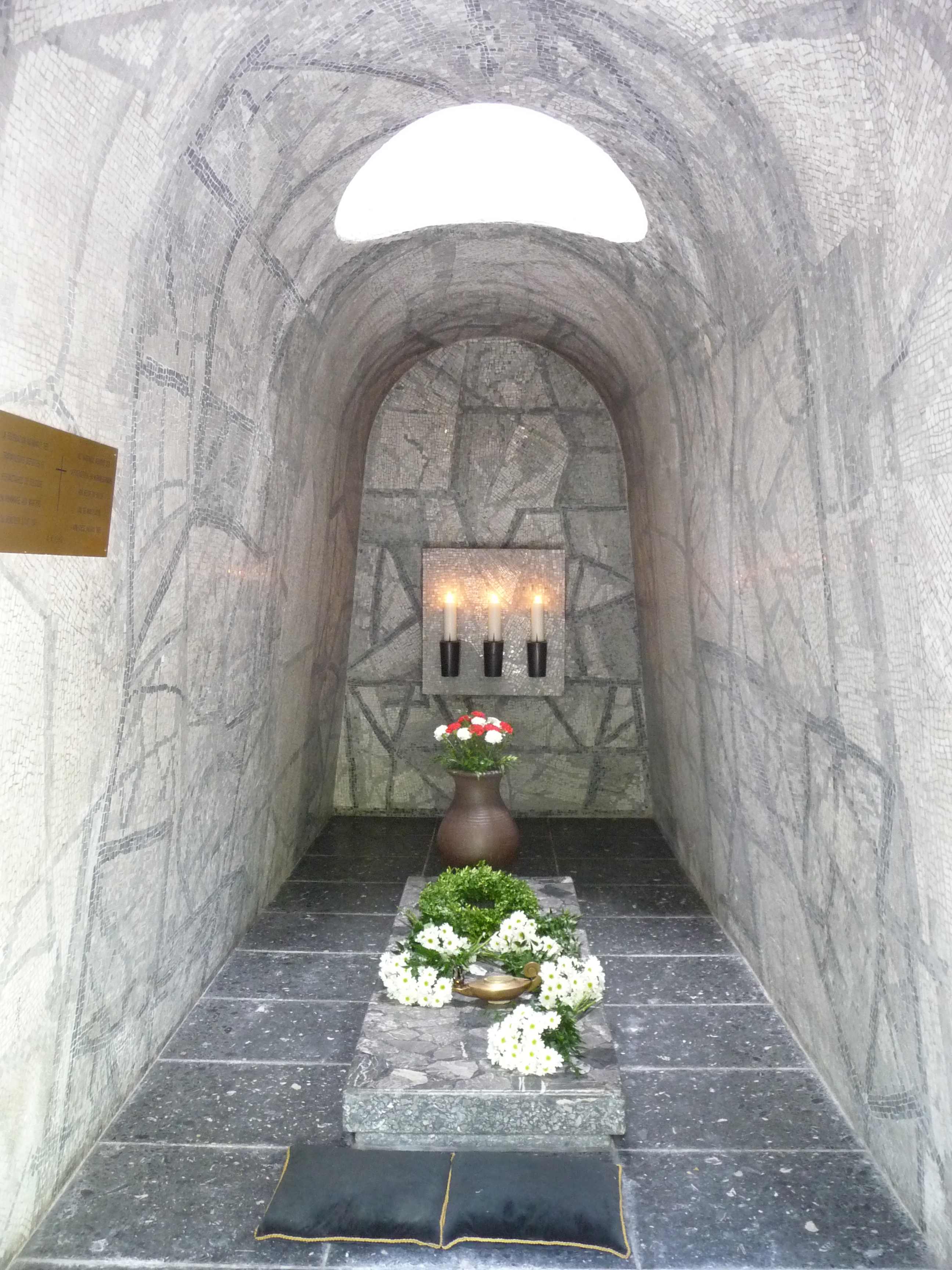
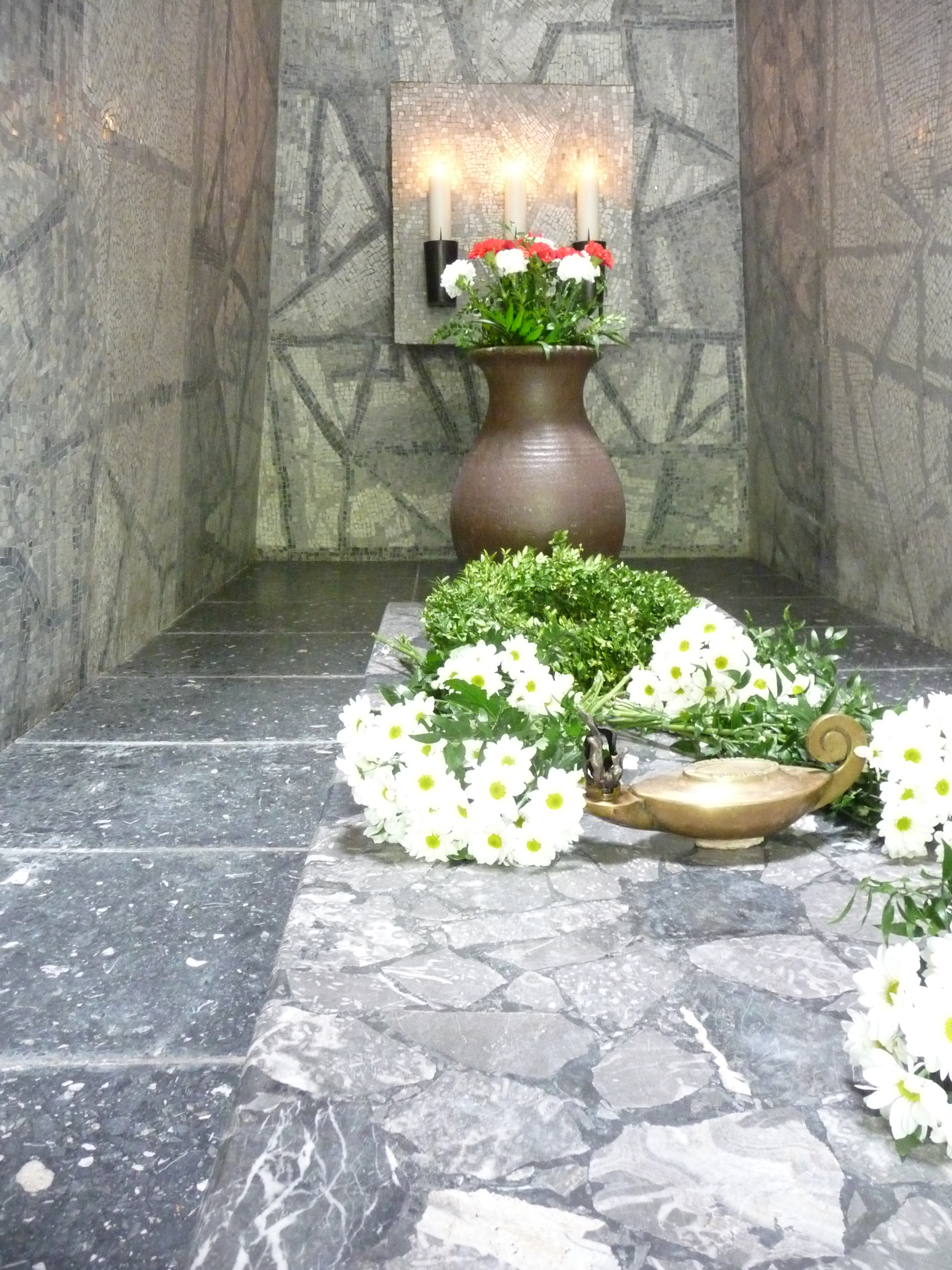

## Die Täter
Von den 147 Beamten der Gestapo-Wache Hörde wurden lediglich 28 Personen in zwei Verfahren in den Jahren 1952 und 1954 angeklagt, darunter die drei Hauptangeklagten: der Polsterergeselle Heinrich Muth, der ehemalige Kriminalsekretär Johann Gietler und der frühere Kriminalrat Georg Schmidt. Im ersten Verfahren vom 22. Januar bis 4. April 1952 wurden 15 von 27 Angeklagten freigesprochen, die anderen zu Strafen von zwei bis sechs Jahren Gefängnis verurteilt, keiner wegen Mordes oder Beihilfe zum Mord. Im zweiten Verfahren vom 12. bis 28. Mai 1954 wurde gegen einen weiteren Täter verhandelt, der sich zum Zeitpunkt des ersten Verfahrens auf der Flucht befand. Er wurde zu acht Jahren Gefängnis verurteilt.

## Die Opfer
Genaue Opferzahlen konnten nie ermittelt werden. Zudem wurde nur ein kleiner Teil der Ermordeten identifiziert. Diese entstammten Widerstandsgruppen aus Dortmund sowie aus Lippstadt und Meinerzhagen. Da es sich bei den meisten Opfern um Zwangsarbeiter und Kriegsgefangene handelte, konnten diese nicht identifiziert werden. Häftlinge wurden nicht nur aus der Hörder Gestapo-Wache verschleppt, sondern auch aus den Polizeigefängnissen von Dortmund, Bochum und Herne. Sie wurden in den letzten Kriegswochen in einem Auffanglager auf dem Gelände des Hörder Bergwerks- und Hütten-Vereins interniert.
Zu den identifizierten Opfern gehören:
- Edouard Abejan Uguen, französischer Zwangsarbeiter im Union-Werkes in Lippstadt[11][12]
- Klara Adolph, geboren am 16. Juni 1892 in Erkelenz, aus Essen, Jüdin; nach Denunziation aus der Bevölkerung wurde sie am 27. November 1944 verhaftet und am 6. April 1945 in der Bittermark ermordet.[13][14]

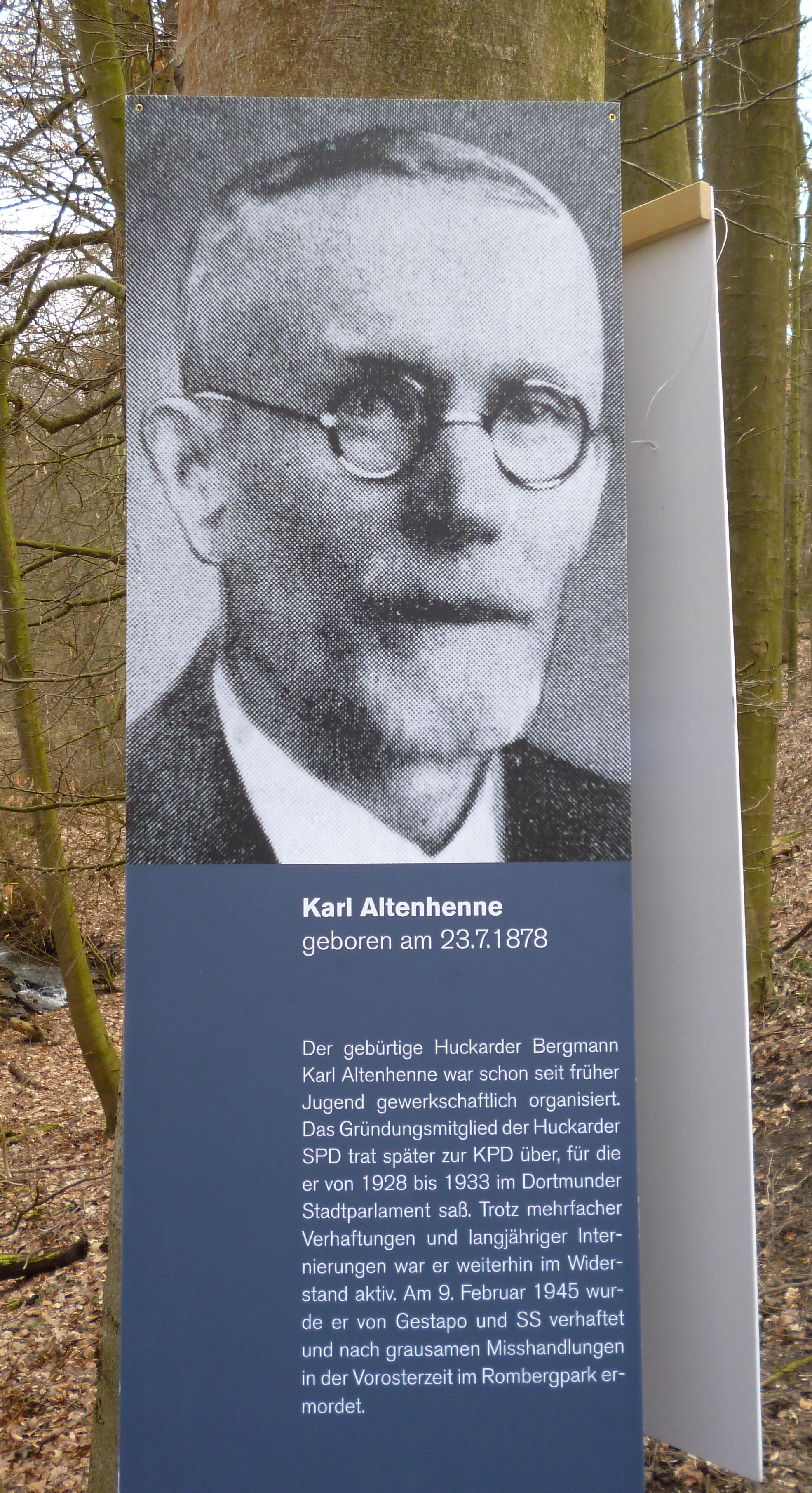
Karl Altenhenne
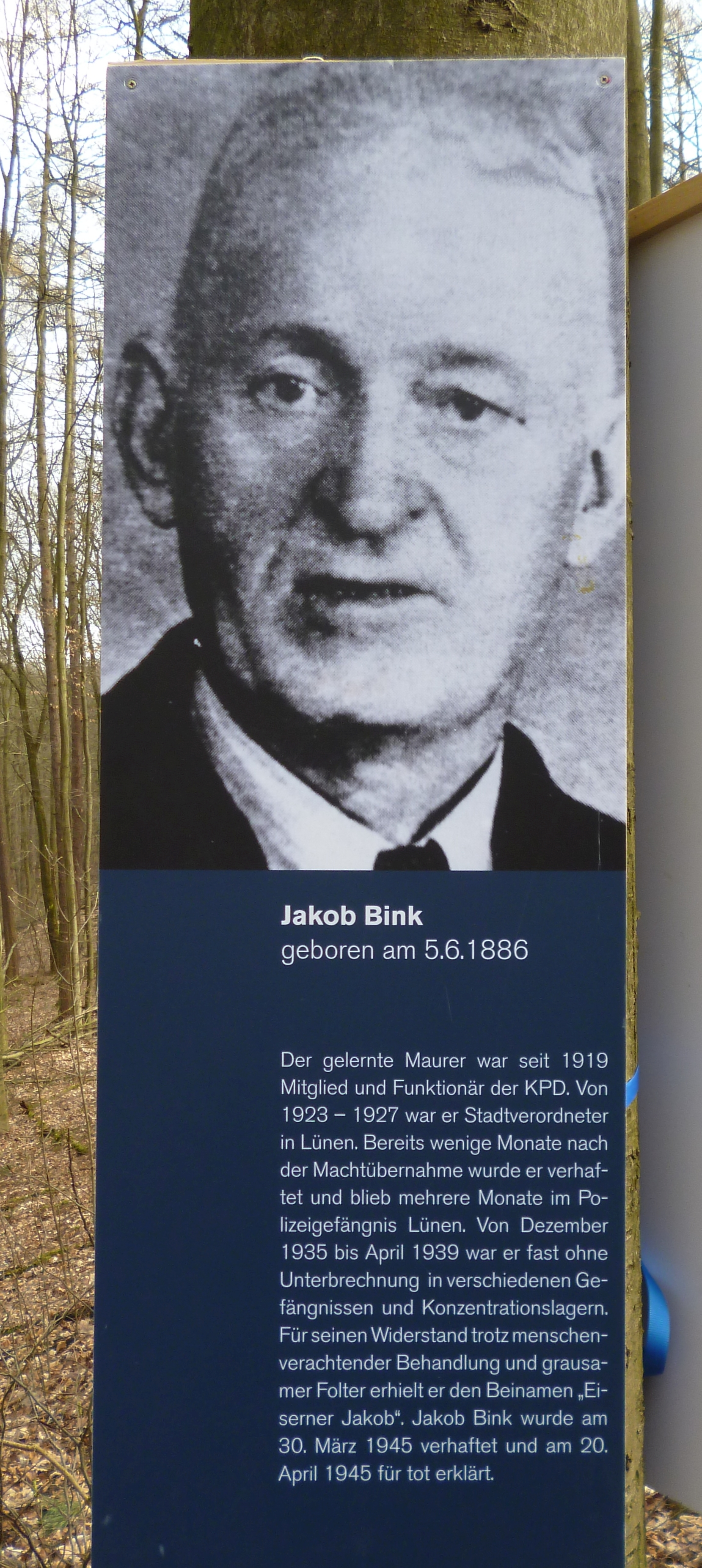
Jakob Bink

- Karl Altenhenne, geboren am 23. Juli 1878 in Huckarde, Hauer, KPD-Stadtverordneter in Dortmund (1928 bis 1933). Altenhenne war vom 24. Mai bis 2. Juni und vom 15. Juni 1933 bis 18. Mai 1934 in „Schutzhaft“, zuletzt im KZ Esterwegen. Die Gestapo nahm ihn und seine Familie am 9. Februar 1945 erneut fest.
- Maria Baten, geboren am 26. Februar 1903 in Belgien[15]
- Agnes Becker, Mitglied der Dortmunder St. Barbara-Gemeinde in Eving, erschossen im Rombergpark.[16]
- Johann Berg, Kommunist aus Lünen, wurde am 30. März 1945 verhaftet und kurz darauf erschossen.[17]
- Wilhelm Beutel, geboren am 18. Juni 1897 in Deutsch Hause (Mähren), gelernter Hufschmied, österreichischer Soldat im Ersten Weltkrieg, Maschinist der Westfalenhütte. Beutel wurde am 9. Februar 1945 mit seiner Frau verhaftet, diese wurde wieder freigelassen. Beutel wurde am 19. April 1945 im Rombergpark tot aufgefunden.
- Jakob Bink, geboren am 5. Juni 1886 in Roßrechtenbach bei Wetzlar, verheiratet mit Hedwig Köchling, fünf Kinder, Maurer, KPD-Stadtverordneter in Lünen (1923 bis 1927). Bink war von Dezember 1935 bis April 1939 fast ununterbrochen inhaftiert in verschiedenen Gefängnissen und Konzentrationslagern darunter Esterwegen, Sachsenhausen und Buchenwald. Zuletzt wurde er am 30. März 1945 verhaftet und am 20. April für tot erklärt.[18]
- Camille Biot, geboren 24. Juni 1900 in Fosses, Belgien[19]

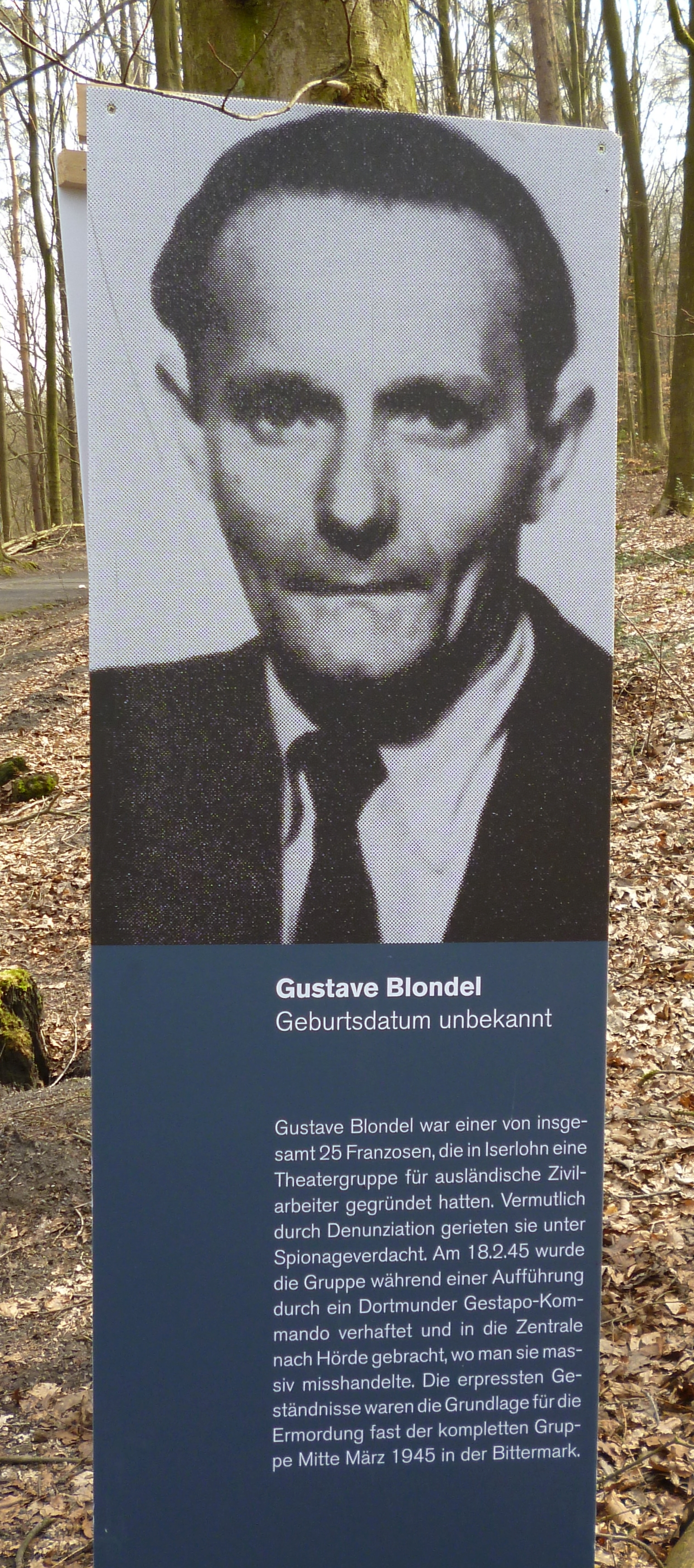
Gustave Blondel

- Gustave Blondel gehörte als Franzose einer aus 25 Personen bestehenden Theatergruppe für ausländische Zivilarbeiter in Iserlohn an. Als Spione denunziert, wurde die Gruppe am 18. Februar 1945 durch die Dortmunder Gestapo verhaftet, in der Zentrale in Hörde misshandelt und aufgrund der erpressten Geständnisse Mitte März in der Bittermark ermordet.
- Daniel Bodouin, Frankreich, gehörte der Theatergruppe für ausländische Zivilarbeiter in Iserlohn an.[20]
- Cornelius Bothof, geboren 16. Juni 1917 in Mülheim an der Ruhr
- Karl Briel, geboren am 15. April 1900 in Frankreich
- Maurice Brulain, Frankreich, gehörte der Theatergruppe für ausländische Zivilarbeiter in Iserlohn an.
- Gustav Budnick, geboren am 15. November 1906 in Schiffus in Ostpreußen. Budnick war Bergmann auf der Zeche Minister Stein; er wurde 1932 nach einem Streikaufruf fristlos entlassen. Zwischen 1932 und 1937 war Budnick auf der Flucht oder inhaftiert, zuletzt 1937 im KZ Buchenwald. Seit 1938 arbeitete Budnick wieder auf der Zeche Minister Stein. Budnick wurde am 9. Februar 1945 erneut verhaftet und am 19. April 1945 im Rombergpark tot aufgefunden.
- Heinrich Alfred Butschkau, geboren am 17. September 1908 in Plettenberg, am 21. April 1945 in der Bittermark tot aufgefunden.[21]

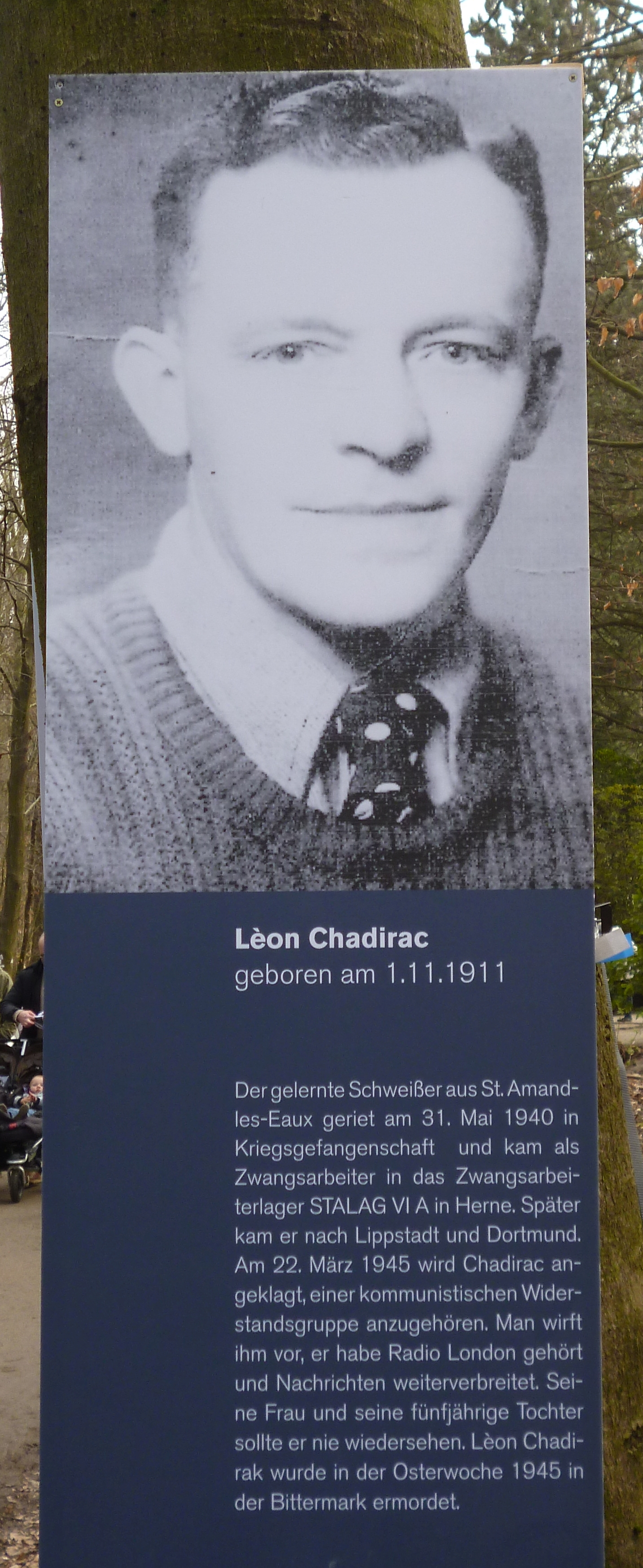
Lèon Chadirac
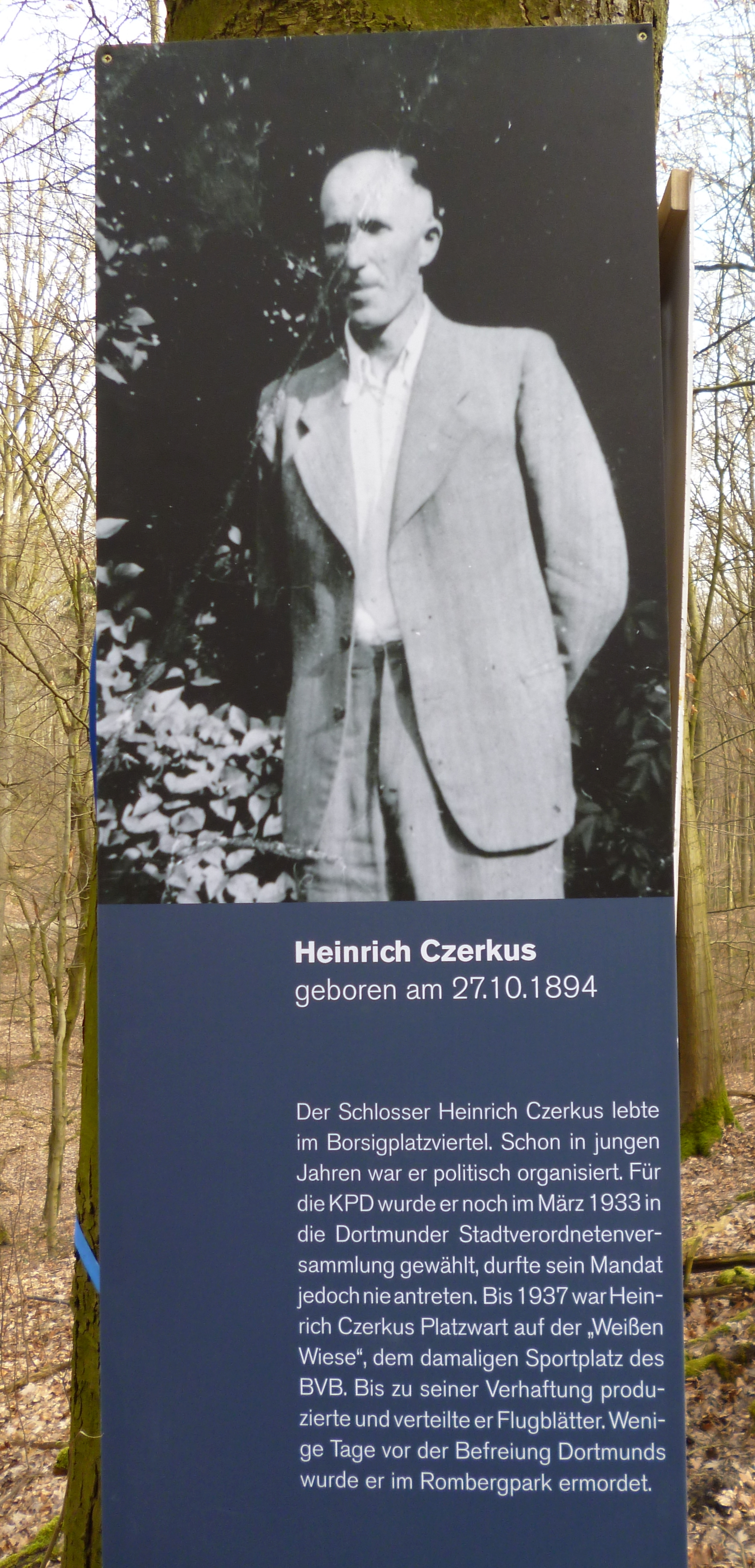
Heinrich Czerkus

- Lèon Chadirac,[12] geboren am 1. November 1911, Schweißer aus Saint-Amand-les-Eaux, geriet am 31. Mai 1940 in Kriegsgefangenschaft, erst in das Zwangsarbeiterlager Stammlager VI A in Hemer, dann Lippstadt und Dortmund. Am 22. März 1945 wurde er angeklagt, einer kommunistischen Widerstandstruppe anzugehören und in der Osterwoche 1945 in der Bittermark ermordet.
- Heinrich Czerkus,[22] geboren am 27. Oktober 1894, für die KPD im Rat der Stadt Dortmund, Vereinswart von Borussia Dortmund.
- August Dombrowski, Kommunist aus Lünen, wurde am 30. März 1945 verhaftet und kurz darauf erschossen.[17]
- Robert Dayredk, französischer Zwangsarbeiter im Union-Werkes in Lippstadt[11][12]
- Paul Deleforge-Burette, französischer Zwangsarbeiter im Union-Werkes in Lippstadt[11][12]
- Leon Deloor[12], französischer Kriegsgefangener und Zwangsarbeiter des Werkes Westfälische Union in Lippstadt[22]
- Johann Dorenkamp, geboren am 13. Juni 1898 in Hövelhof bei Paderborn. Soldat im Ersten Weltkrieg. Seit 1930 Mitglied des Kampfbundes gegen den Faschismus. Mehrfach verhaftet, zuletzt am 15. Februar 1945. Dorenkamp wurde am 19. April 1945 im Rombergpark tot aufgefunden.
- Franz Engelhardt,[12] Arbeiter des Werkes Union in Lippstadt. Er organisierte mit Arbeitskollegen im Betrieb den Widerstand, verbreitete ausländische Rundfunknachrichten und stand in enger Verbindung zu den französischen Zwangsarbeitern der Union.[23] Geboren am 7. Dezember 1905, am 21. April 1945 in der Bittermark tot aufgefunden.
- Heinrich Julius Eversberg, geboren am 24. Januar 1898 in Hattingen, aktives KPD-Mitglied, am 21. April 1945 in der Bittermark tot aufgefunden.[24]
- Albert Felsch, geboren am 13. Dezember 1890 in Dortmund, Stadtverordneter in Dortmund, zwischen 1933 und 1935 verhaftet, zuletzt inhaftiert im KZ Esterwegen. Felsch arbeitete ab 1936 als Metallschmelzer und wurde am 9. Februar 1945 zusammen mit seiner Frau verhaftet; diese wurde wieder freigelassen. Felsch wurde am 19. April 1945 im Rombergpark tot aufgefunden.
- Stefan Freitag,[12] parteiloser Arbeiter des Werkes Union in Lippstadt. Er organisierte mit Arbeitskollegen im Betrieb den Widerstand, verbreitete ausländische Rundfunknachrichten und stand in enger Verbindung zu den französischen Zwangsarbeitern der Union.[23] Geboren am 13. Februar 1905, am 21. April 1945 in der Bittermark tot aufgefunden.
- Emil Paul Frescher, geboren am 26. Juni 1889 in Zirke, Kreis Birnbaum, bereits 1933 aus politischen Gründen inhaftiert. Frescher und seine Frau wurden am 7. Februar 1945 verhaftet. Frau Frescher wurde in Herne von den Amerikanern befreit, Frescher wurde am 19. April 1945 im Rombergpark tot aufgefunden.
- Josef Gabartas, geboren am 26. September 1912 in Dortmund, Verwaltungsangestellter. 1934 aus Deutschland ausgewiesen. Als litauischer Staatsangehöriger 1945 mit deutschen Truppen aus Litauen nach Dortmund zurückgekehrt. Gabartas wurde am 30. März 1945 verhaftet und am 5. April 1945 im Rombergpark erschossen.
- Robert Geoffroy, französischer Zwangsarbeiter im Union-Werkes in Lippstadt[11][12]
- Martha Gillessen, geboren am 30. November 1901 in Laer. Gillessen war aktives Mitglied der KPD. Sie versteckte während des Zweiten Weltkrieges Flüchtlinge, unter anderem die Schriftstellerin Charlotte Temming, vor der Gestapo. Sie wurde am 19. April 1945 im Rombergpark tot aufgefunden.
- Wladislaus Halbing, geboren am 24. Januar 1897 in Silbersdorf, Bezirk Thorn, Bergmann in Dortmund. Er war Mitglied der KPD. Halbing wurde 1933 in der Dortmunder Steinwache inhaftiert, danach im KZ Esterwegen. Nach dessen Auflösung wurde Halbing in das KZ Sachsenhausen verlegt, aus dem er 1938 entlassen wurde. Halbing wurde im Februar 1945 verhaftet und am 19. April 1945 im Rombergpark tot aufgefunden.
- Emil Heyen, geboren am 23. April 1904 in Dortmund, Dreher auf der Westfalenhütte. 1935 angeklagt auf Vorbereitung zum Hochverrat und mangels Beweisen freigesprochen. Erneut wurde Heyen am 9. Februar 1945 verhaftet und am 19. April 1945 im Rombergpark tot aufgefunden.
- Hans Hippler,[22] geboren am 14. April 1895 in Allenstein in Ostpreußen, Soldat im Ersten Weltkrieg, dann Kämpfer im Freikorps, Vorsitzender der Handballabteilung von Borussia Dortmund. Mehrfach verhaftet, von 1939 bis 1943 inhaftiert im KZ Buchenwald. Zuletzt wurde Hippler am 15. Februar 1945 verhaftet und am 19. April 1945 im Rombergpark tot aufgefunden.
- Ernst Hollweg aus Meinerzhagen, geboren am 16. März 1895, am 21. April 1945 in der Bittermark tot aufgefunden.
- Bernhard Höltmann, Kommunist aus Lünen, wurde am 30. März 1945 verhaftet und kurz darauf erschossen.[17]
- Jakob Junglas aus Meinerzhagen, geboren am 28. Oktober 1882, am 21. April 1945 in der Bittermark tot aufgefunden.
- August Hermann Kanwischer, geboren am 22. Dezember 1902 in Ladenberg an der Warthe. Bereits inhaftiert von 1933 bis 1935 wegen der Verteilung von Flugblättern. Kanwischer arbeitete seit 1936 als Schachtmeister. Am 9. Februar 1945 wurde Kanwischer erneut inhaftiert und am 19. April 1945 im Rombergpark tot aufgefunden.
- Friedrich-Wilhelm Kessler aus Meinerzhagen, geboren am 4. Oktober 1902, am 21. April 1945 in der Bittermark tot aufgefunden.
- Albert Klar,[12] Arbeiter des Werkes Union in Lippstadt und christlicher Gewerkschafter. Er organisierte mit Arbeitskollegen im Betrieb den Widerstand, verbreitete ausländische Rundfunknachrichten und stand in enger Verbindung zu den französischen Zwangsarbeitern der Union.[23] Geboren am 7. März 1892, am 21. April 1945 in der Bittermark tot aufgefunden.

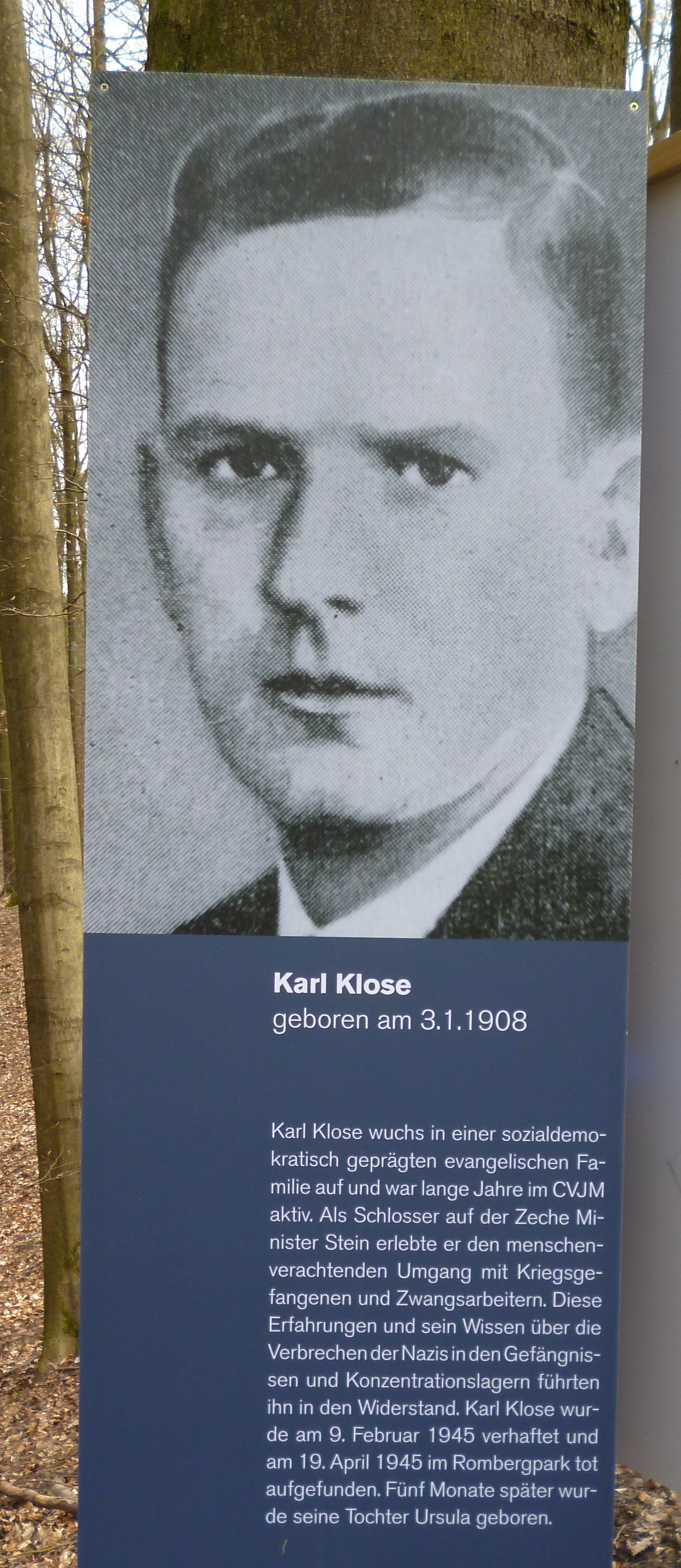
Karl Klose
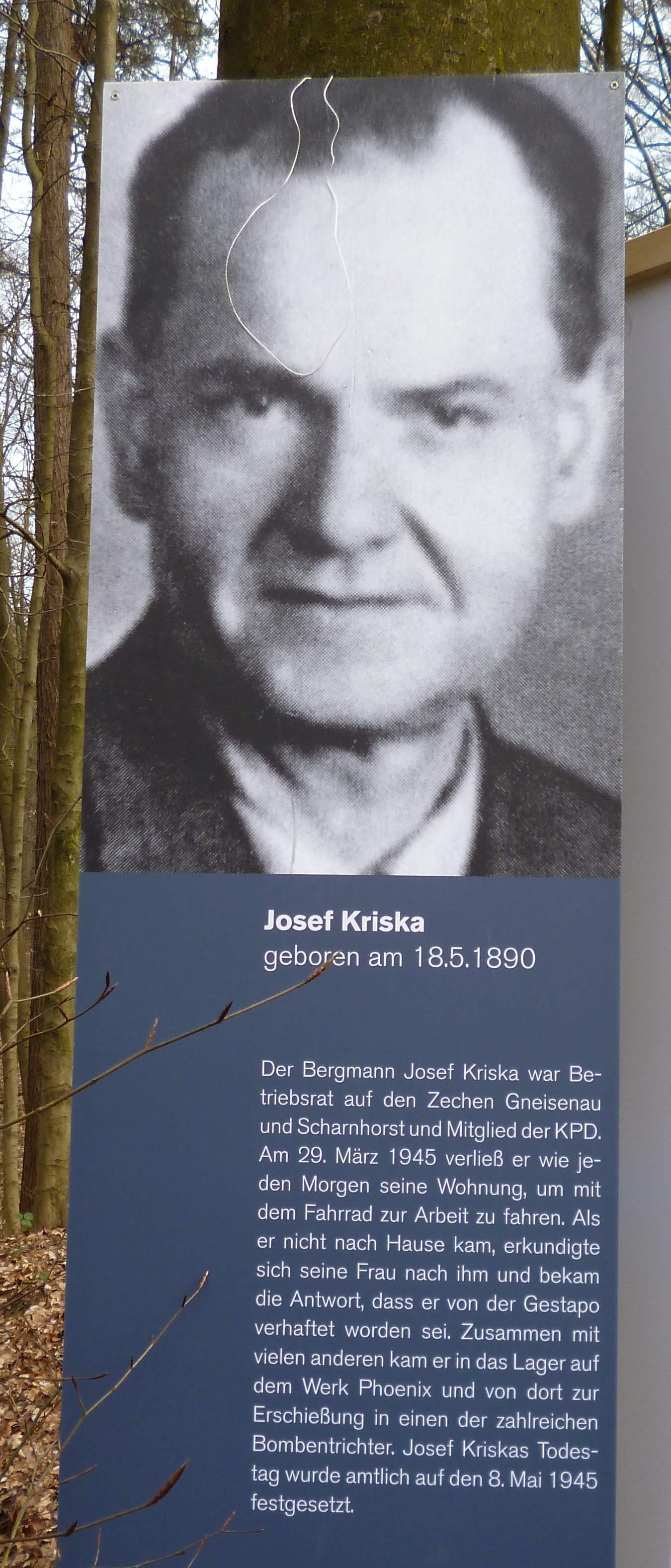
Josef Kriska

- Karl Klose, geboren am 3. Januar 1908 in Dortmund, Schlosser aus der Zeche Minister Stein. Klose war im Widerstand aktiv, wurde am 9. Februar 1945 verhaftet und am 19. April 1945 im Rombergpark tot aufgefunden.
- Karl Wilhelm Franz Knie, Hattingen,[25] geboren am 17. November 1920, am 21. April 1945 in der Bittermark tot aufgefunden.
- Johann König, Kommunist aus Lünen, wurde am 30. März 1945 verhaftet und kurz darauf erschossen.[17]
- Josef Kriska, geboren am 18. Mai 1890, Betriebsrat auf den Zechen Gneisenau und Scharnhorst, KPD-Mitglied. Am 29. März 1945 wurde er von der Gestapo verhaftet, ins Lager auf dem Werk Phoenix gebracht und in einem der zahlreichen Bombentrichter erschossen. Das Todesdatum wurde amtlich auf den 8. Mai 1945 festgesetzt.
- Johann Liebner,[12] Arbeiter des Werkes Union in Lippstadt und christlicher Gewerkschafter. Er organisierte mit Arbeitskollegen im Betrieb den Widerstand, verbreitete ausländische Rundfunknachrichten und stand in enger Verbindung zu den französischen Zwangsarbeitern der Union.[23] Geboren am 18. Juni 1899, am 21. April 1945 in der Bittermark tot aufgefunden.

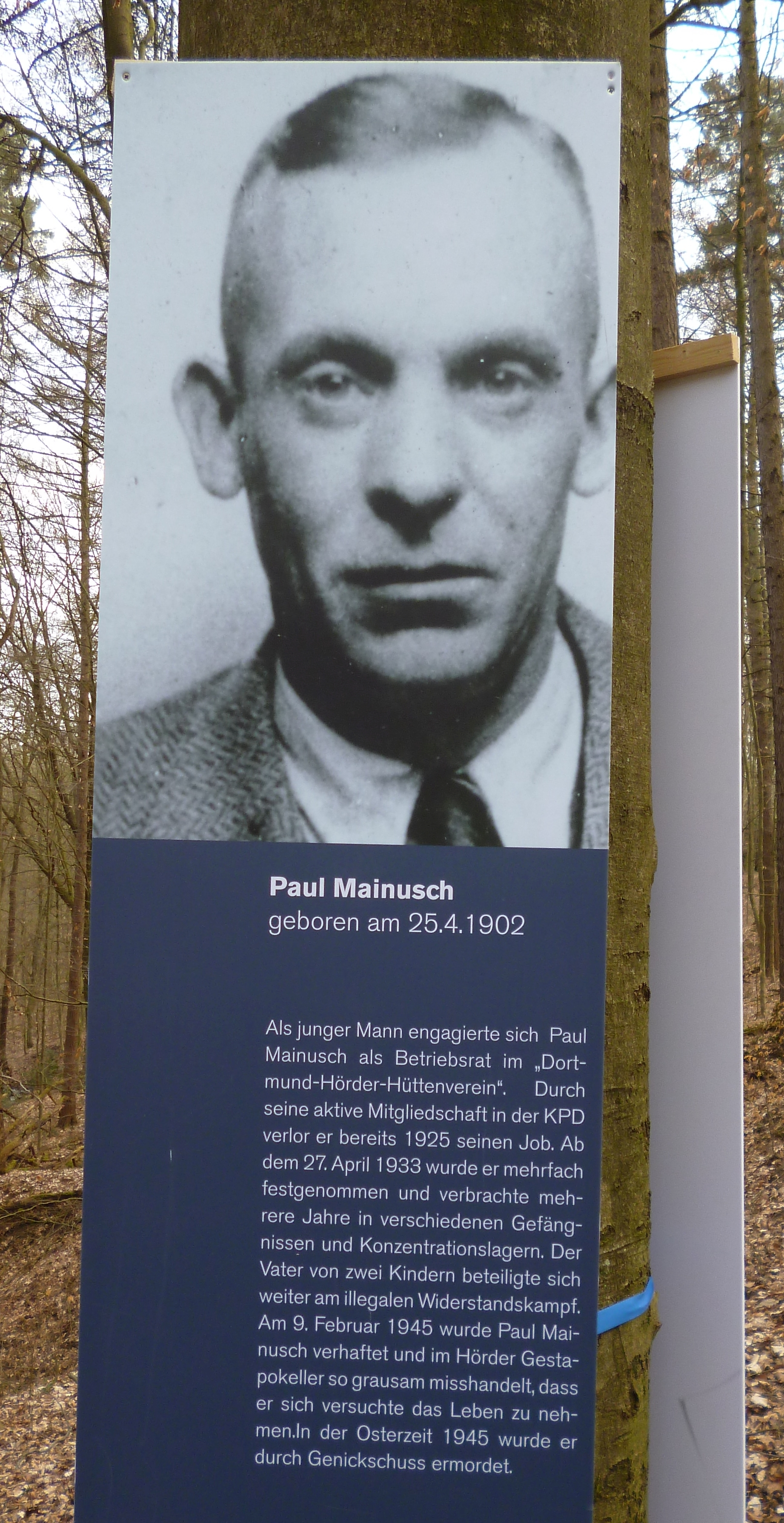
Paul Mainusch

- Paul Mainusch, geboren am 25. April 1902 in Ruda in Oberschlesien, Mainusch wurde als Betriebsrat des Hörder Bergwerks- und Hütten-Vereins 1929 fristlos entlassen und 1933 im KZ Esterwegen ein Jahr inhaftiert. Ab 1937 war er Hochofenarbeiter im Werk Westfalenhütte. Am 6. Februar 1945 wurde er von der Wehrmacht eingezogen, am 9. Februar 1945 in Wuppertal verhaftet. Gleichzeitig wurde seine Frau in Dortmund verhaftet. Diese wurde am 7. April 1945 in Herne von den Amerikanern befreit, Mainusch wurde am 19. April 1945 im Rombergpark tot aufgefunden.
- Paul Marschall, geboren am 2. Oktober 1896, am 21. April 1945 in der Bittermark tot aufgefunden.

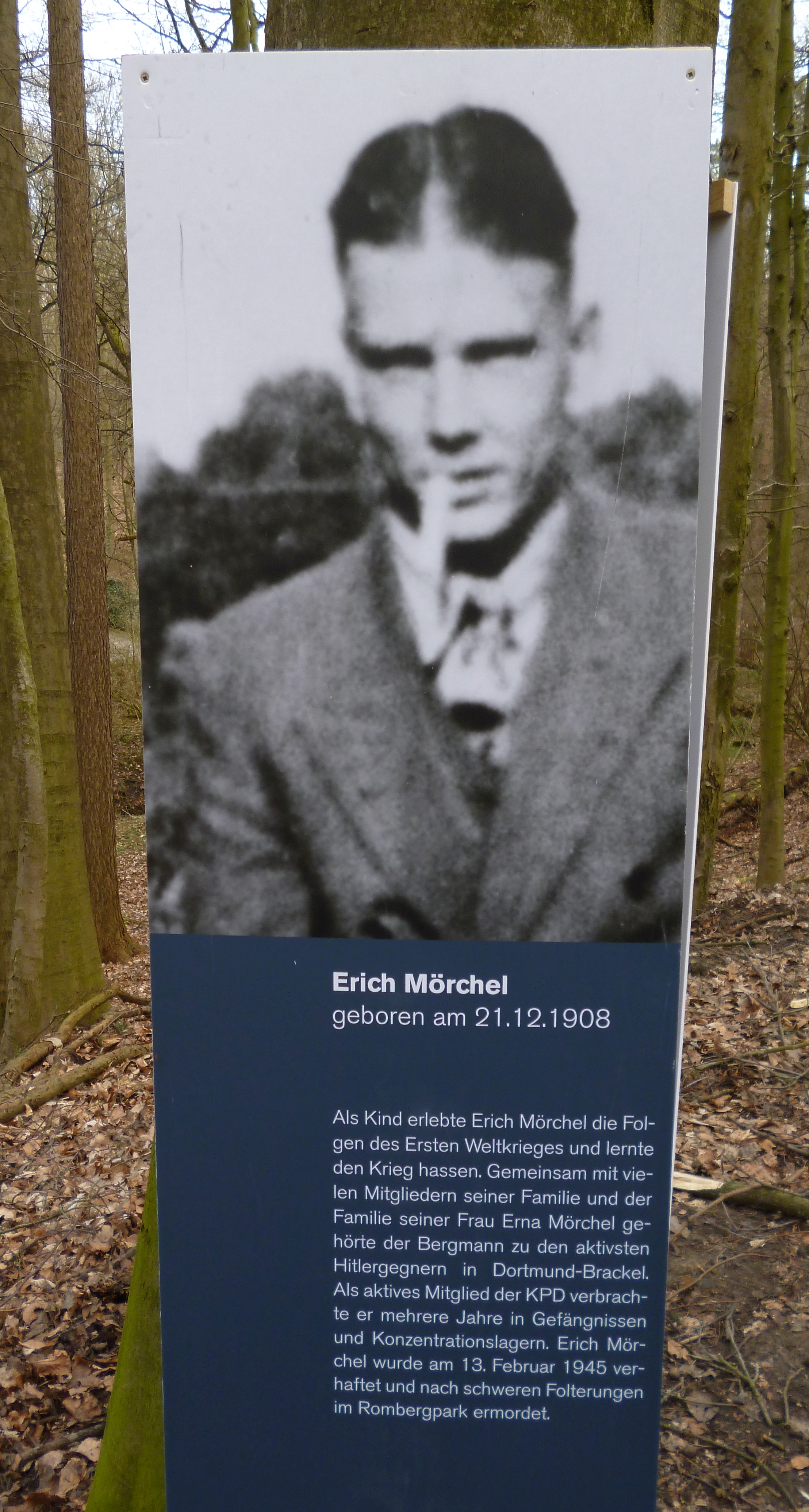
Erich Mörchel
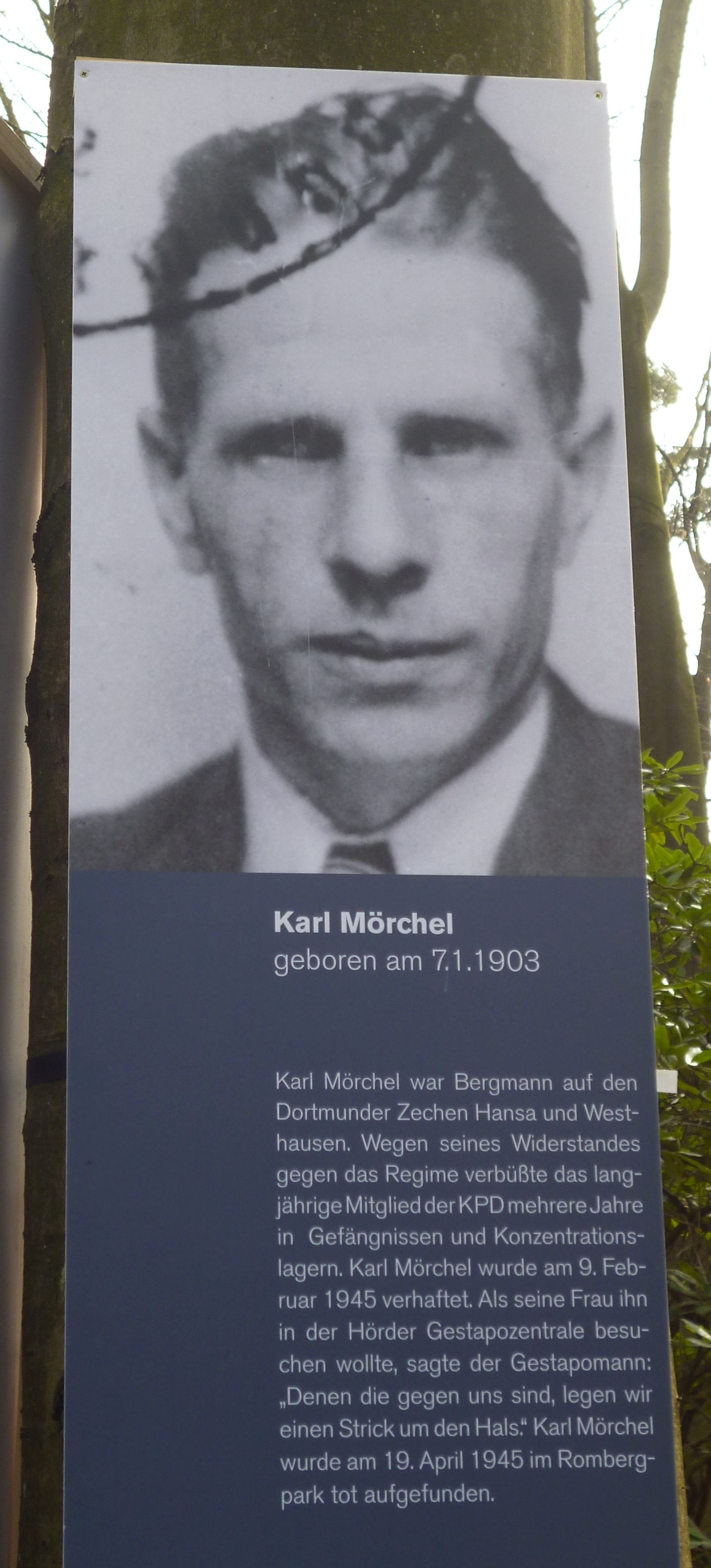
Karl Mörchel

- Erich Mörchel, geboren am 21. Dezember 1908 in Dortmund. Zwischen 1933 und 1937 wurde er mehrfach verhaftet und inhaftiert, zuletzt im KZ Sachsenhausen. 1938 bis 1944 arbeitete er als Hauer auf der Schachtanlage Scharnhorst der Harpener Bergbau AG, danach bei der C. Deilmann Bergbau GmbH. Erich Mörchel wurde am 9. Februar 1945 zusammen mit seinem Bruder Karl verhaftet. Beide wurden am 19. April 1945 im Rombergpark tot aufgefunden. Die Tochter von Erich Mörchel, Gisa Marschefski (1939–2021) war langjährig Vorsitzende des Internationalen Rombergkomitees.
- Karl Mörchel, geboren am 7. Januar 1903 in Angerburg in Ostpreußen, Bergmann auf den Dortmunder Zechen Hansa und Westhausen. Zwischen 1934 und 1937 mehrfach verhaftet und inhaftiert. Karl Mörchel wurde am 9. Februar 1945 verhaftet und am 19. April 1945 im Rombergpark tot aufgefunden.
- Fritz Müller aus Meinerzhagen, geboren am 13. Juli 1895, Mitglied der Meinerzhagener antifaschistischen Widerstandsgruppe, am 21. April 1945 in der Bittermark tot aufgefunden.
- Wilhelm Müller, geboren am 3. Dezember 1904 in Gumbinnen in Ostpreußen, Arbeiter des Hörder Bergwerks- und Hütten-Vereins. Müller wurde am 9. Februar 1945 verhaftet und am 19. April 1945 im Rombergpark tot aufgefunden.

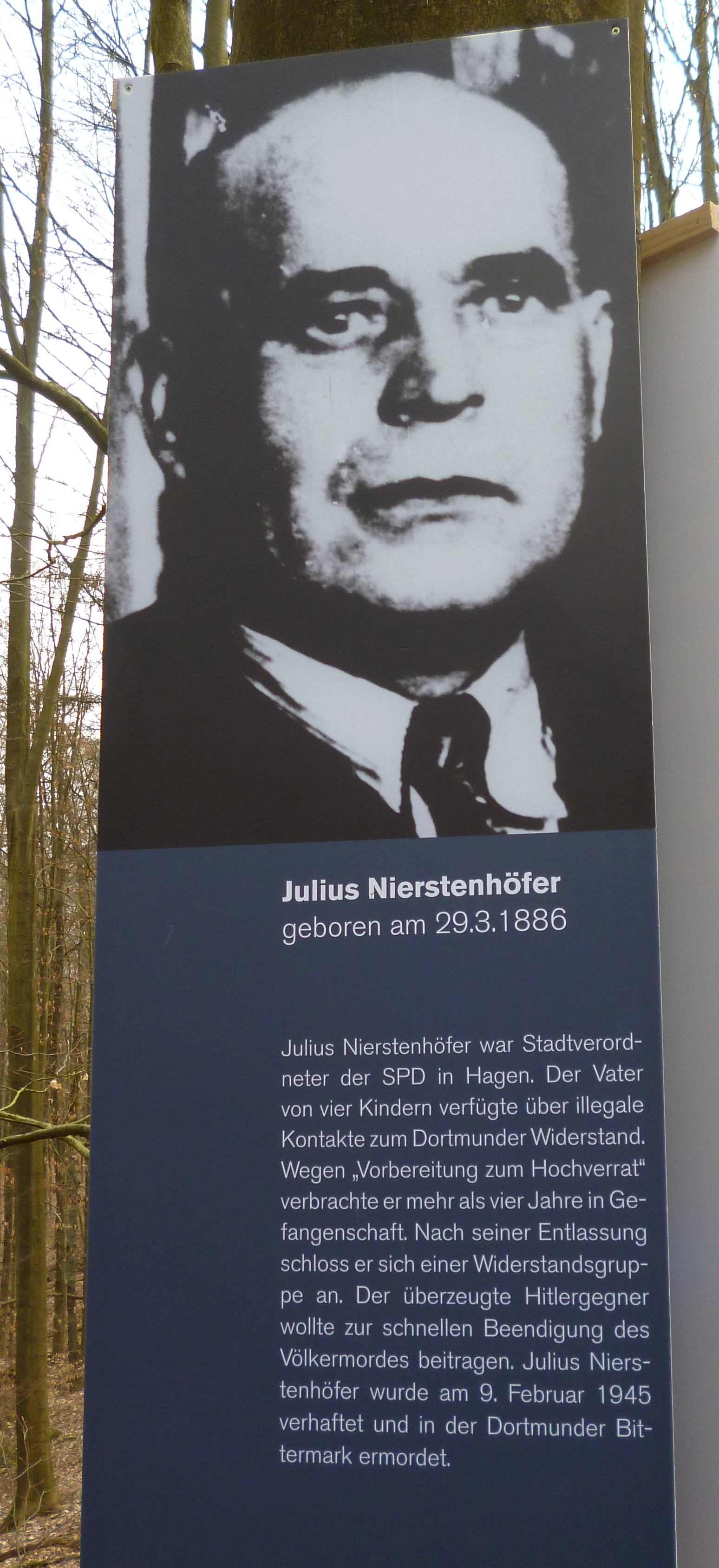
Julius Nierstenhöfer

- Julius Nierstenhöfer, geboren am 29. März 1886, Stadtverordneter der SPD in Hagen. Er hatte Kontakte zum Dortmunder Widerstand und verbrachte wegen „Vorbereitung zum Hochverrat“ mehr als vier Jahre im Gefängnis. Am 9. Februar 1945 wurde er erneut verhaftet und am 21. April 1945 in der Bittermark tot aufgefunden.
- Bruno Nowak, geboren am 6. Dezember 1904 in Wilatowen, Kreis Mogilno in Pommern, Maschinist der Firma Wilhelm Sander & Co. in Lünen. 1933 im KZ Esterwegen inhaftiert. Danach Elektroschweißer des Hörder Bergwerks- und Hütten-Vereins. Nowak wurde am 17. Februar 1945 verhaftet und am 21. April 1945 in der Bittermark tot aufgefunden.

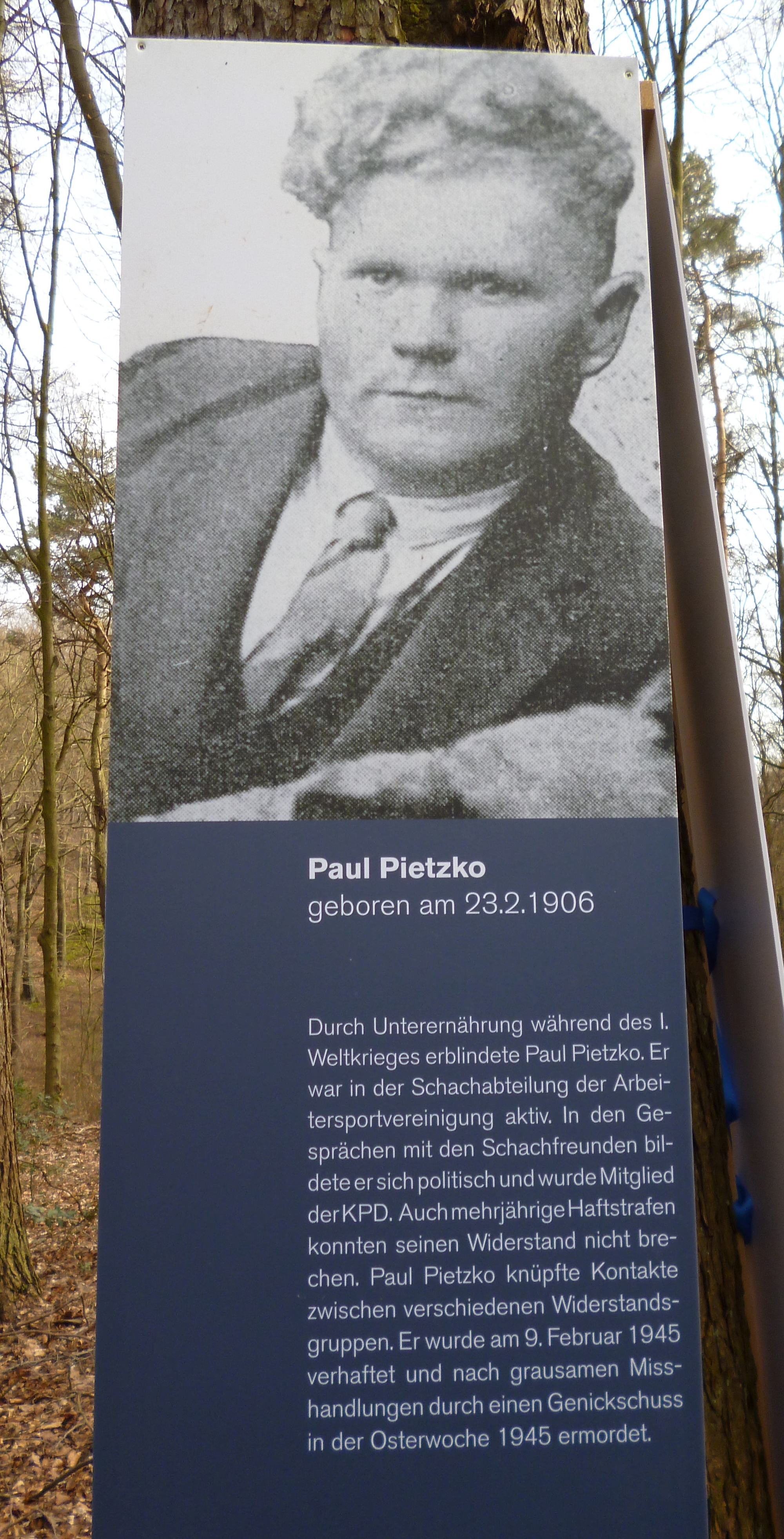
Paul Pietzko
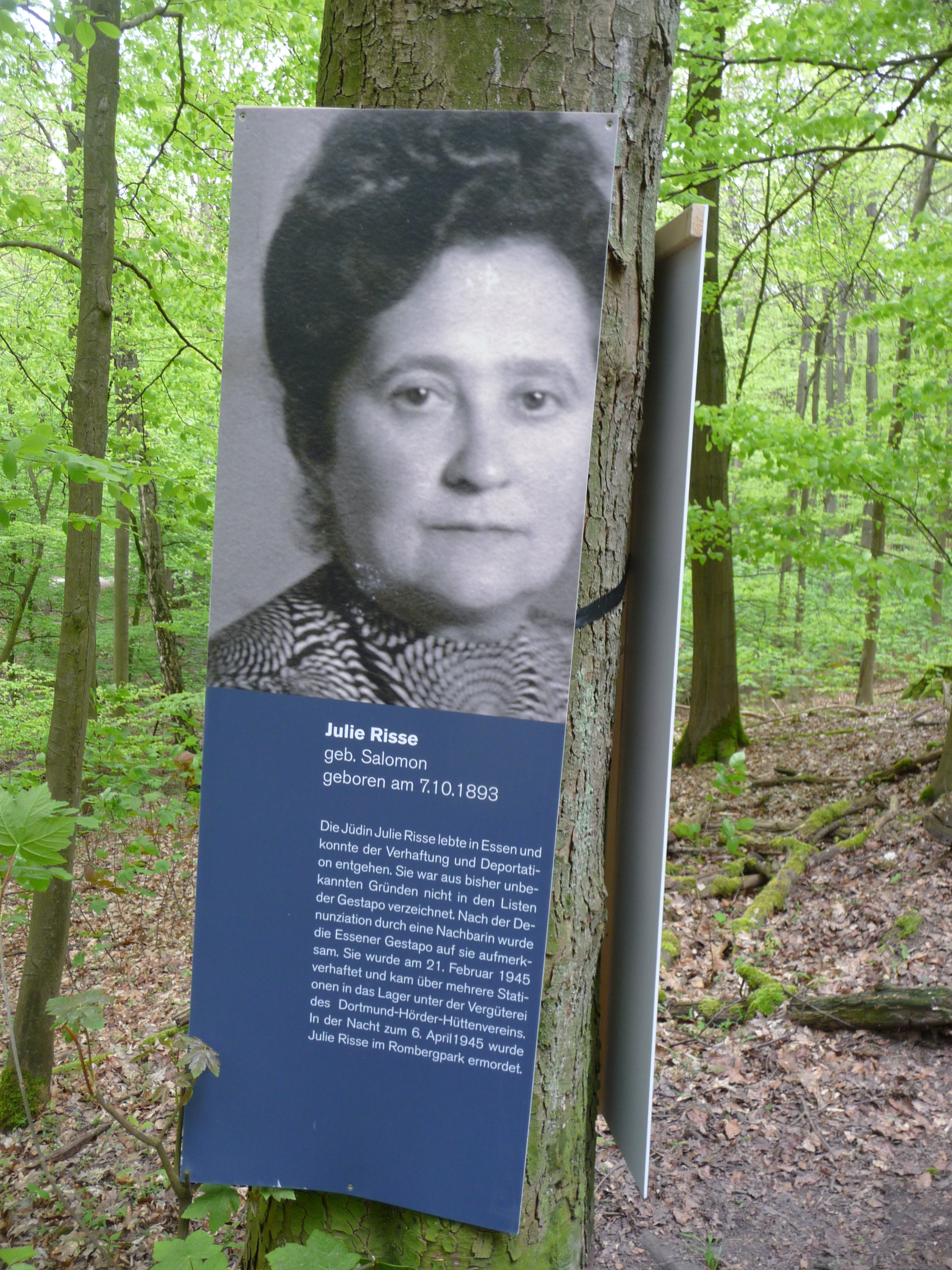
Julia Risse

- Paul Pietzko, geboren am 23. Februar 1906, im Ersten Weltkrieg erblindet, KPD-Mitglied. Nach mehrjährigen Haftstrafen, zuletzt ab 9. Februar 1945, wurde er am 21. April 1945 in der Bittermark tot aufgefunden.
- Julie Risse, geborene Salomon, aus Essen, Jüdin; nach Denunziation durch eine Nachbarin wurde sie am 21. Februar 1945 verhaftet und am 6. April 1945 in der Bittermark ermordet.
- Franz Schiemann, geboren am 31. Mai 1902 in Dortmund, KPD-Funktionär. Zwischen 1933 und 1935 wurde Schiemann mehrfach verhaftet und war zuletzt im KZ Brandenburg an der Havel inhaftiert. In den letzten Kriegstagen wurde Schiemann erneut verhaftet und am 19. April 1945 im Rombergpark tot aufgefunden.
- Friedrich Wilhelm Schrage, geboren am 23. Dezember 1913, wohnhaft in Wanne-Eickel, Schmelzer beim Schalker Verein. Nach Denunziation durch eine Nachbarin wurde er am 18. November 1944 in seiner Wohnung „wegen Verbreitung der Meinung über die Aussichtslosigkeit des Krieges und Beleidigung Hitlers“ von der Gestapo abgeholt, Mitte März 1945 zur Gestapo nach Hörde verlegt und am 21. April 1945 in der Bittermark erschossen aufgefunden.[26]

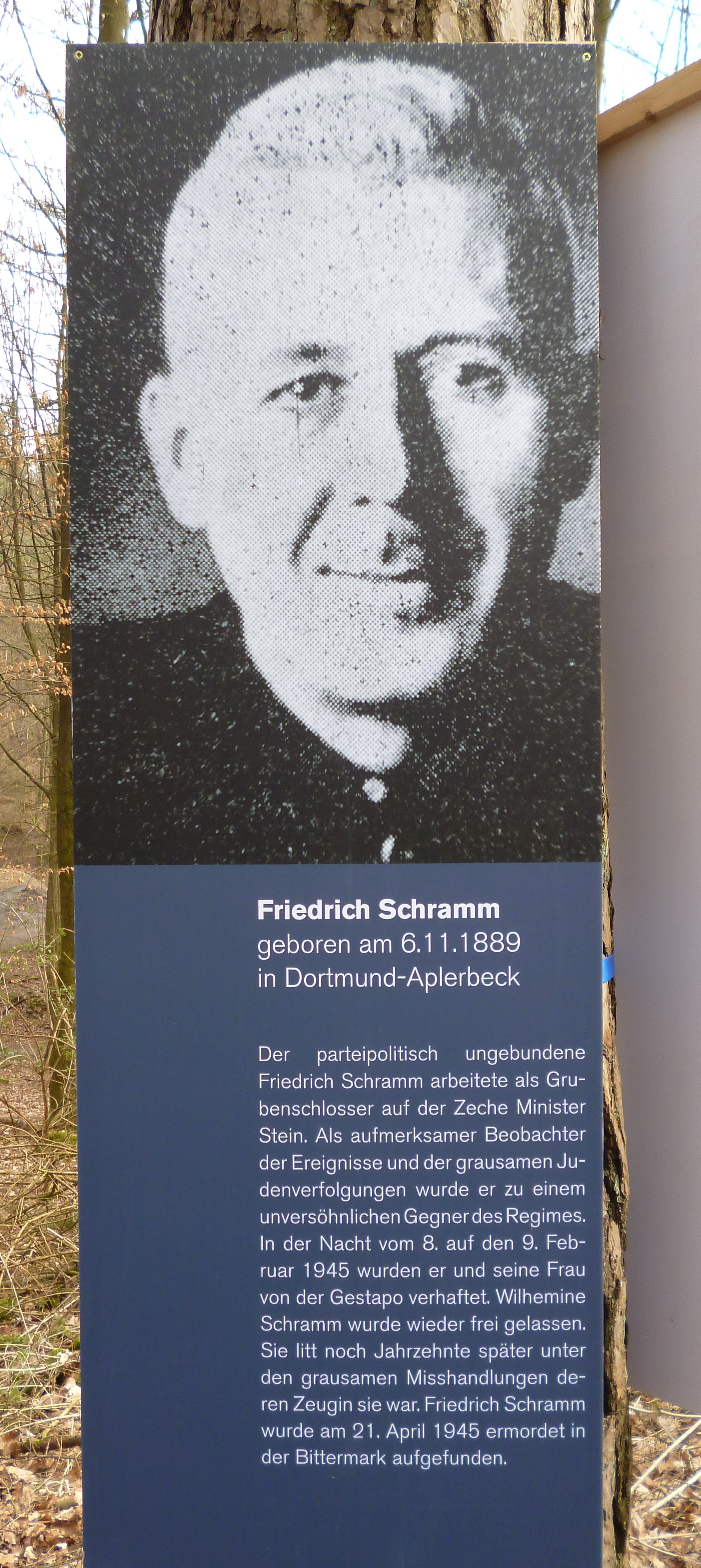
Friedrich Schramm
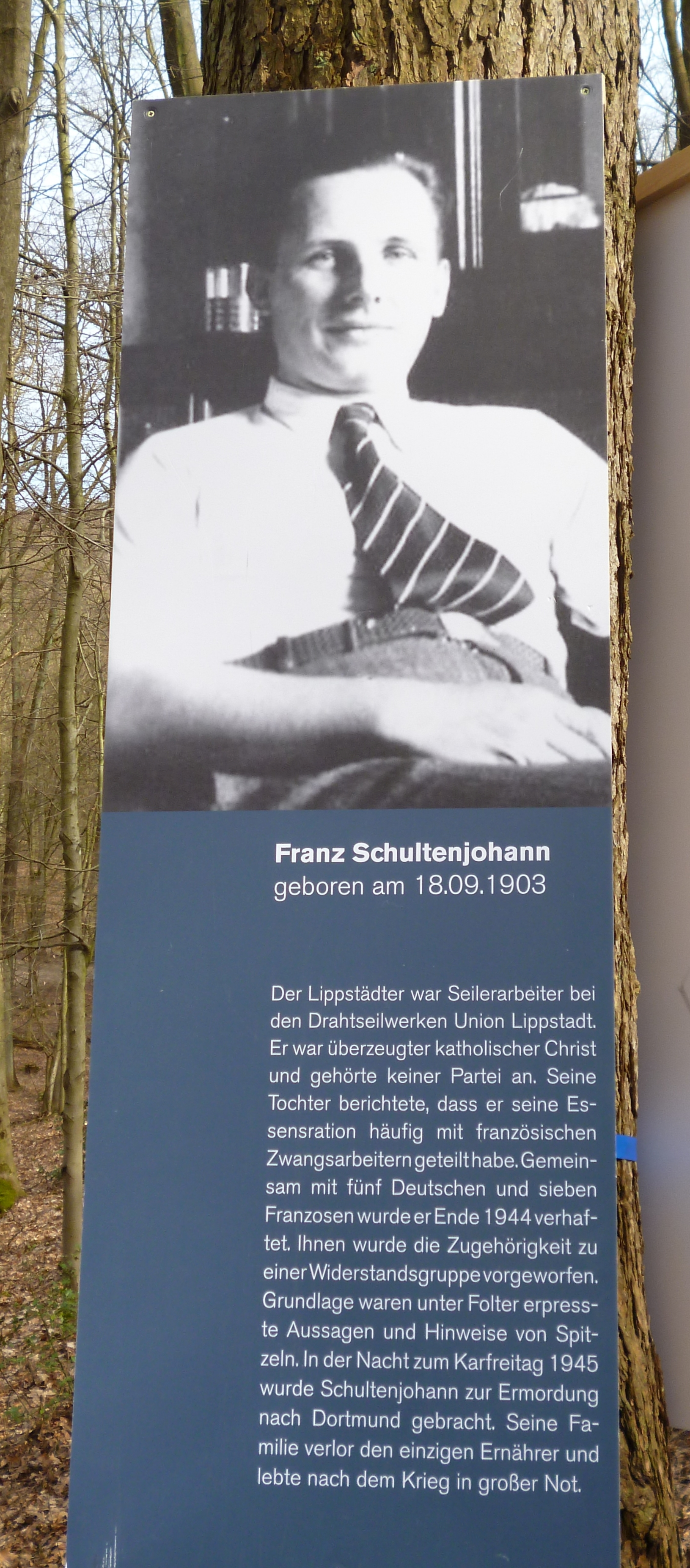
Franz Schultenjohann

- Friedrich Schramm, geboren am 6. November 1889 in Aplerbeck, Grubenschlosser auf der Zeche Minister Stein, seit 1942 im Widerstand aktiv. Schramm wurde am 8. Februar 1945 zusammen mit seiner Frau verhaftet. Frau Schramm wurde einige Tage später freigelassen. Schramm wurde am 21. April 1945 in der Bittermark tot aufgefunden.
- Karl Schröter, Kommunist aus Bochum, ermordet in der Bittermark.[25]
- Franz Schultenjohann,[12] geboren am 18. September 1903, Seilerarbeiter bei den Drahtseilwerken Union Lippstadt und christlicher Gewerkschafter. Er organisierte mit Arbeitskollegen im Betrieb den Widerstand, verbreitete ausländische Rundfunknachrichten und stand in enger Verbindung zu den französischen Zwangsarbeitern der Union.[23] Er wurde Ende 1944 verhaftet mit dem Vorwurf, einer Widerstandsgruppe anzugehören, in der Nacht zum Karfreitag nach Dortmund gebracht und am 21. April 1945 in der Bittermark tot aufgefunden.
- Karl Schwartz,[18] geboren am 27. Januar 1893 in Oletzko in Ostpreußen, Bergmann und Betriebsrat auf der Zeche Hermann in Selm. Gemeindevertreter in Hombruch. Zwischen 1932 und 1936 mehrfach inhaftiert, zuletzt im KZ Oranienburg. Schwartz wurde am 13. Februar 1945 verhaftet und am 19. April 1945 im Rombergpark tot aufgefunden.
- August Senf, kommunistischer Widerstandskämpfer, wohnte in der Märkischen Straße in Schwerte, im April 1945 in der Bittermark von der Gestapo ermordet.[27]
- Alexander Sieke, geboren am 9. Februar 1904 in Hörde, Schlosser und Elektroschweißer des Hörder Bergwerks- und Hütten-Vereins. Sieke wurde am 9. Februar 1945 verhaftet und am 19. April 1945 im Rombergpark tot aufgefunden.
- Friedrich (Fritz) Sprink,[12] Arbeiter des Werkes Union in Lippstadt. Er organisierte mit Arbeitskollegen im Betrieb den Widerstand, verbreitete ausländische Rundfunknachrichten und stand in enger Verbindung zu den französischen Zwangsarbeitern der Union.[23] Geboren am 28. September 1905, am 21. April 1945 in der Bittermark tot aufgefunden.
- Franz und Maria Suchocki, Mitglieder der Dortmunder St. Barbara-Gemeinde in Eving, erschossen im Rombergpark.[16]
- Heinrich Teile, geboren am 7. Februar 1892, am 21. April 1945 in der Bittermark tot aufgefunden.

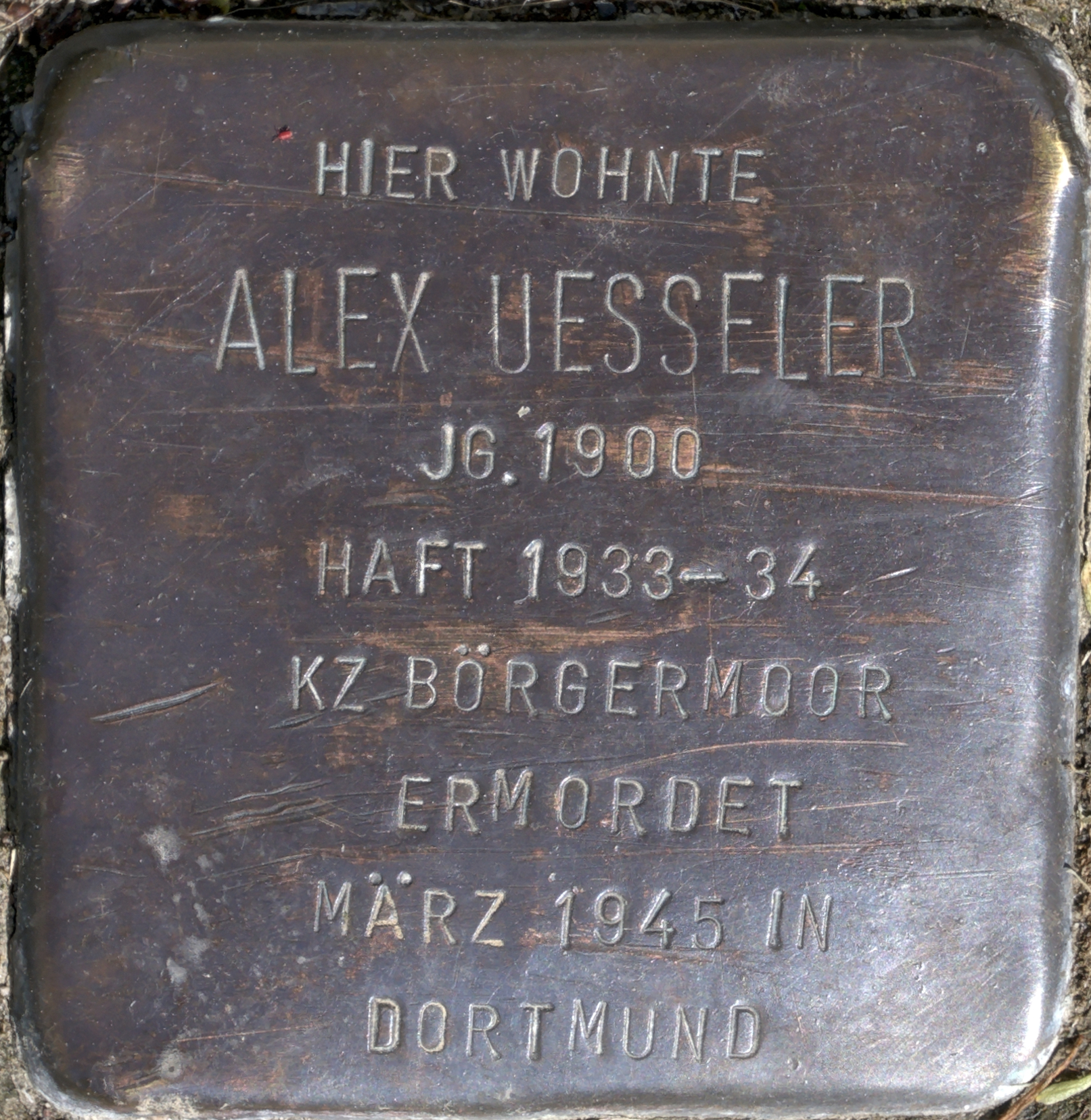
Stolperstein für Alex Uesseler, Solingen, Melanchtonstr. 33
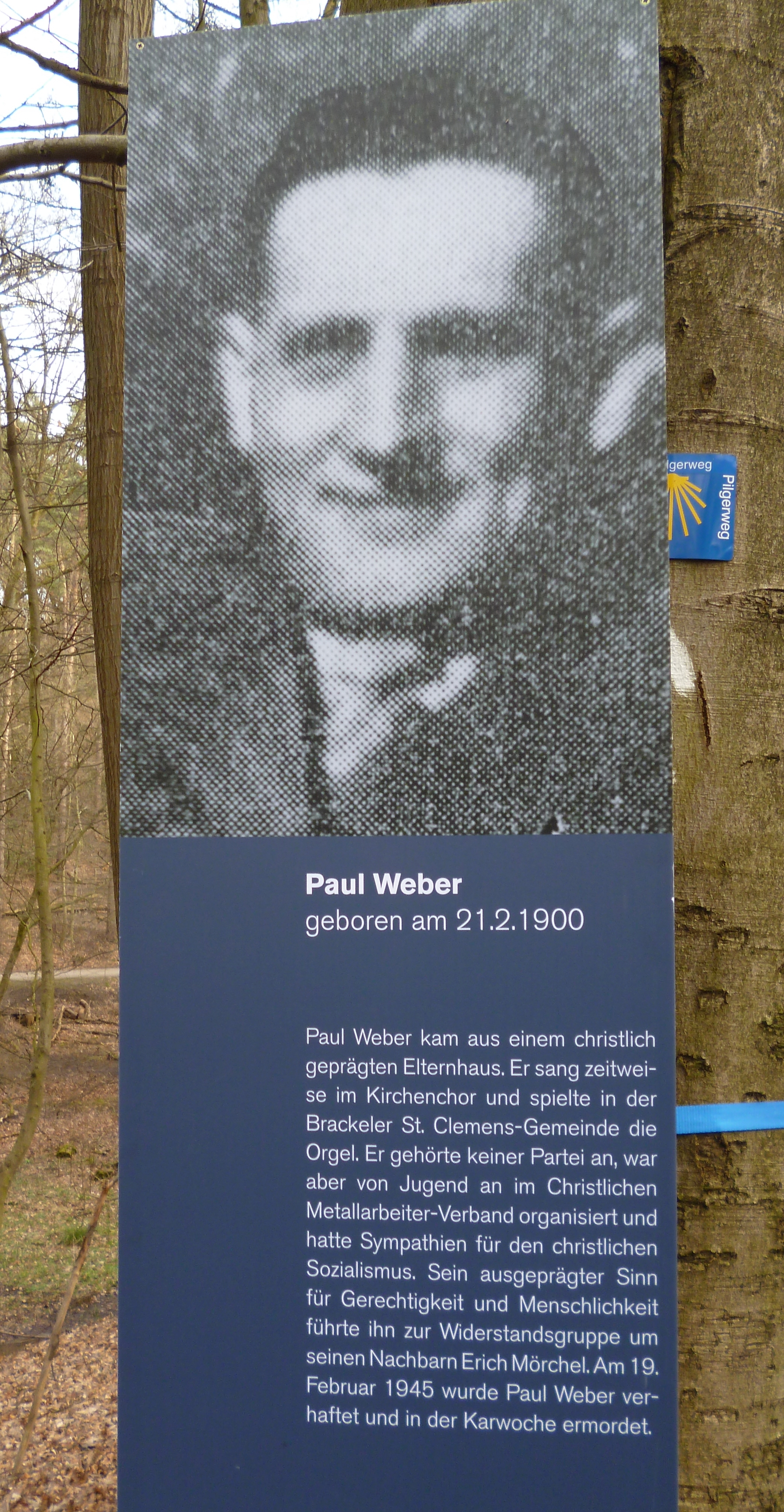
Paul Weber

- Alex Uesseler, geboren am 10. Mai 1900 in Solingen, Schleifer, KPD-Stadtverordneter in Lüdenscheid, zwischen 1933 und 1934 inhaftiert, zuletzt im KZ Börgermoor. Uessler wurde 1945 erneut verhaftet und in die Steinwache Dortmund gebracht. Am 19. April 1945 wurde er im Rombergpark tot aufgefunden.[28]
- Robert Vanderyssen, französischer Zwangsarbeiter im Union-Werkes in Lippstadt[11][12]
- Paul Weber, geboren am 21. Februar 1900 in Lüdenscheid, Schlosser, zuletzt Pförtner bei den Dortmunder Stadtwerken. Er gehörte zur Widerstandsgruppe um seinen Nachbarn Erich Mörchel. Weber wurde am 9. Februar 1945 verhaftet und am 19. April 1945 im Rombergpark tot aufgefunden.
- Wilhelm Wehling, geboren am 29. März 1904 in Wasserkurl Kreis Unna, Bergmann auf der Zeche Massener Tiefbau. Wehling wurde am 19. Februar 1945 verhaftet und am 21. April 1945 im Rombergpark tot aufgefunden.

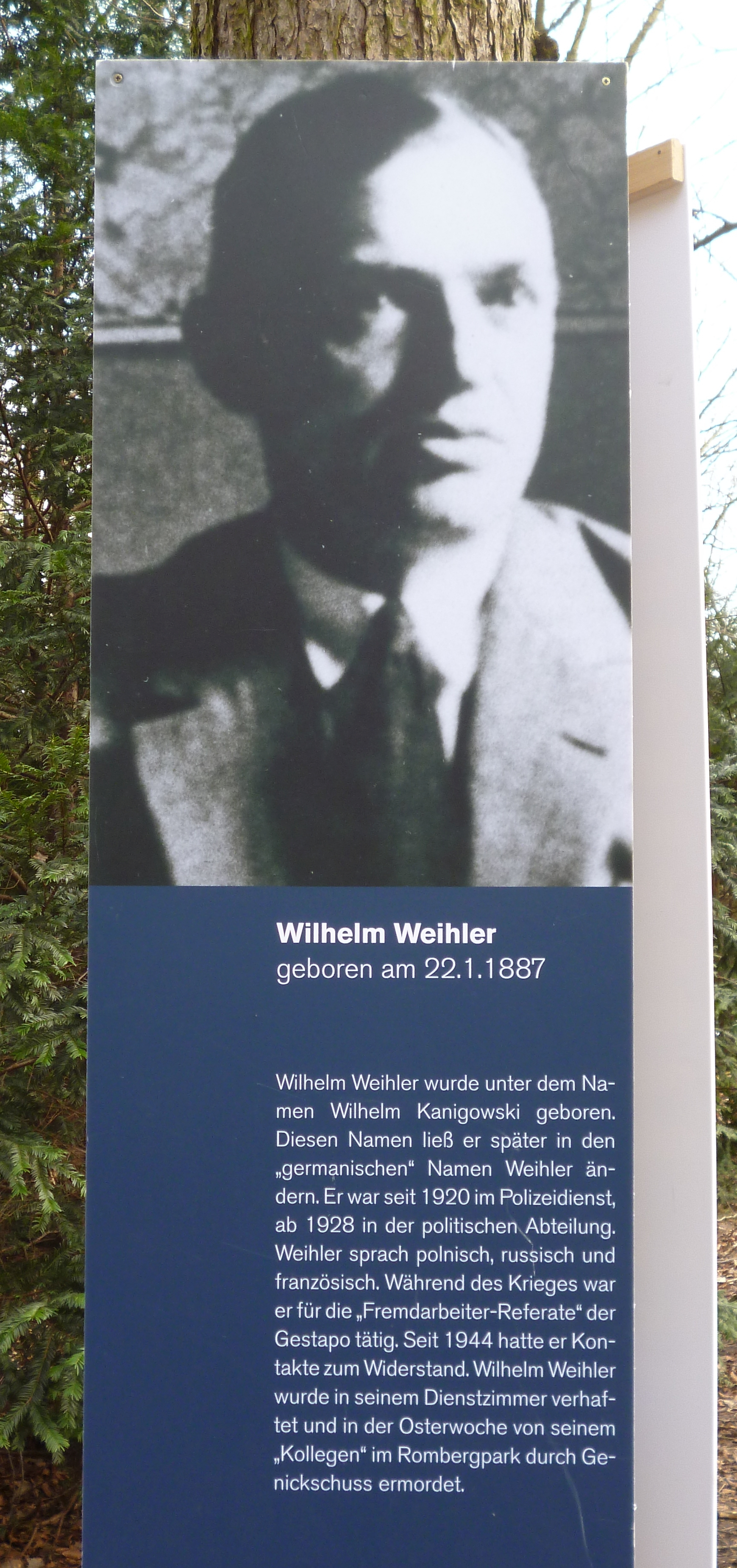
Wilhelm Weihler

- Wilhelm Gustav Weihler, geboren am 22. Januar 1897, Kriminalpolizist und durch die Umorganisation seiner Dienststelle ab 1. April 1934 Gestapo-Beamter. Als seine Verbindung zum Dortmunder Widerstand bekannt wurde, wurde er von der Gestapo verhaftet und am 21. April 1945 in der Bittermark tot aufgefunden.[29]
- Fritz Weller[22]
- Hugo Wiegold, Kommunist aus Bochum, ermordet in der Bittermark.[25]
- Johann Wiesner, geboren am 28. Dezember 1897, am 21. April 1945 in der Bittermark tot aufgefunden.